# Liste der Biografien/Barr
Liste der Biografien |
Portal Biografien |
Personensuche
# |
A |
B |
C |
D |
E |
F |
G |
H |
I |
J |
K |
L |
M |
N |
O |
P |
Q |
R |
S |
T |
U |
V |
W |
X |
Y |
Z |
?
 
Ba |
Be |
Bd |
Bg |
Bh |
Bi |
Bj |
Bl |
Bm |
Bn |
Bo |
Br |
Bs |
Bu |
Bw |
By |
Bz
 
Baa |
Bab |
Bac |
Bad |
Bae |
Baf |
Bag |
Bah |
Bai |
Baj |
Bak |
Bal |
Bam |
Ban |
Bao |
Bap |
Baq |
Bar |
Bas |
Bat |
Bau |
Bav |
Baw |
Bax–Baz
 
Bara |
Barb |
Barc |
Bard |
Bare |
Barf |
Barg |
Barh |
Bari |
Barj |
Bark |
Barl |
Barm |
Barn |
Baro |
Barp |
Barq |
Barr |
Bars |
Bart |
Baru |
Barv |
Barw |
Bary |
Barz
Die Liste der Biografien führt alle Personen auf, die in der deutschsprachigen Wikipedia einen Artikel haben. Dieses ist eine Teilliste mit 863 Einträgen von Personen, deren Namen mit den Buchstaben „Barr“ beginnt.

## Barr
- Barr, Al (* 1968), US-amerikanischer Sänger und Frontmann der Dropkick MurphysAl Barr (* 1968)

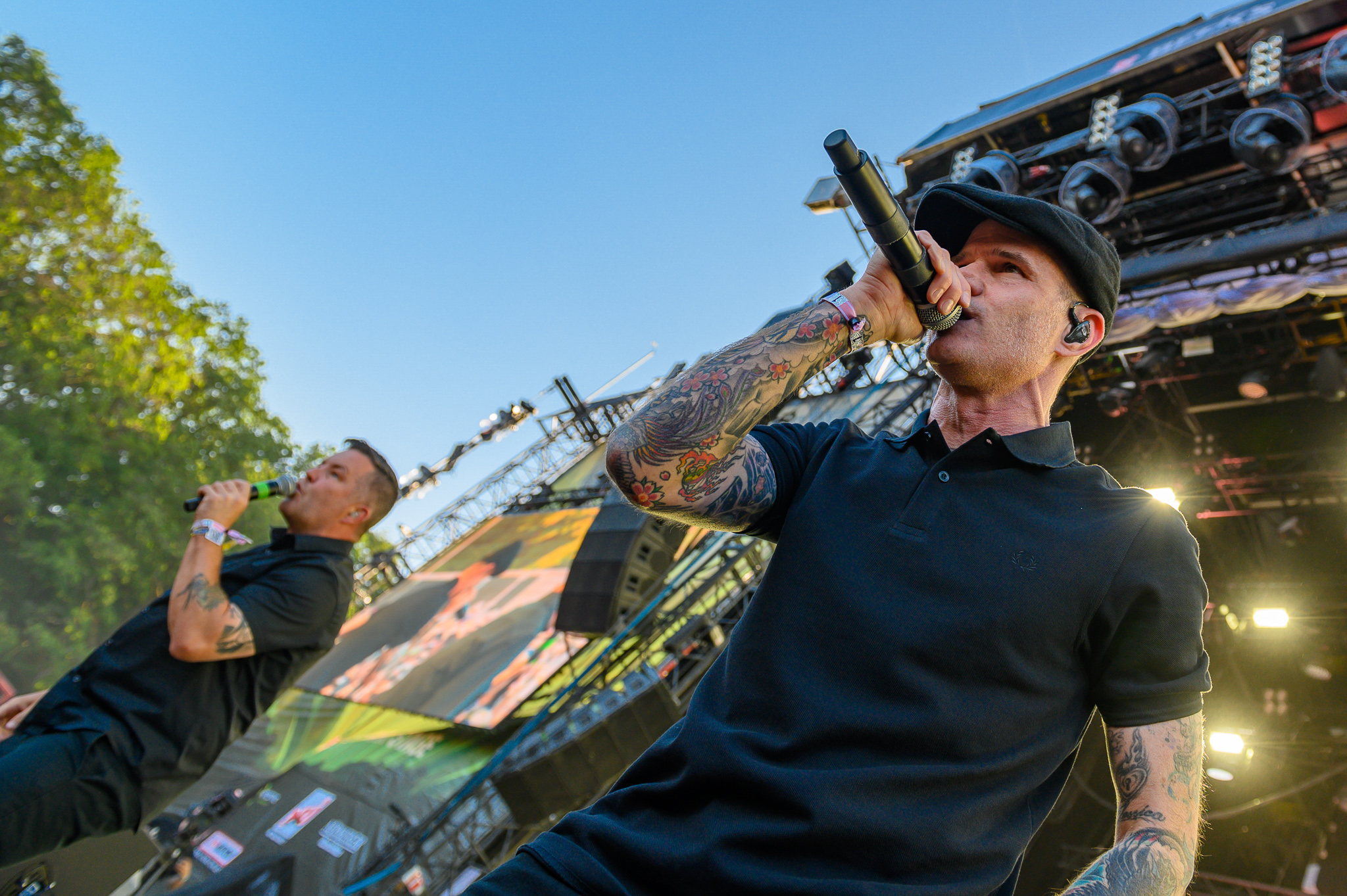
Al Barr (* 1968)

- Barr, Alfred (1902–1981), US-amerikanischer Kunsthistoriker
- Barr, Amelia Edith Huddleston (1831–1919), US-amerikanische Schriftstellerin
- Barr, Andrew (* 1973), australischer Politiker
- Barr, Andy (* 1973), US-amerikanischer Politiker
- Barr, Anthony (* 1992), US-amerikanischer American-Football-Spieler
- Barr, Archibald (1855–1931), schottischer Ingenieur und Hochschullehrer
- Barr, Art (1966–1994), US-amerikanischer Wrestler
- Barr, Beth (* 1971), US-amerikanische Schwimmerin
- Barr, Bob (* 1948), US-amerikanischer Rechtsanwalt, Radiomoderator und Politiker
- Barr, Brady (* 1963), US-amerikanischer Herpetologe und Dokumentarfilmer
- Barr, Candy (1935–2005), US-amerikanische Burlesque-Tänzerin, Stripperin und Nacktmodell
- Barr, Charlie (1864–1911), US-amerikanischer Segelsportler
- Barr, Darren (* 1985), schottischer Fußballspieler
- Barr, Dave (* 1960), kanadischer Eishockeyspieler und -trainer
- Barr, Davey (* 1977), kanadischer Freestyle-Skisportler
- Barr, David G. (1895–1970), US-amerikanischer Offizier, Generalmajor der US-Army
- Barr, Donald (1921–2004), US-amerikanischer Pädagoge und Science-Fiction-Autor
- Barr, Douglas (* 1949), US-amerikanischer Schauspieler, Drehbuchautor und Regisseur
- Barr, Elbert (* 2002), britischer Tennisspieler
- Barr, James, schottischer Badmintonspieler
- Barr, James (1924–2006), schottischer presbyterianischer Pfarrer, Hebraist und Alttestamentler
- Barr, James (* 1976), britischer Historiker (Neuere Geschichte)
- Barr, Jean M., US-amerikanische Pianistin und Musikpädagogin
- Barr, Jean-Marc (* 1960), französisch-amerikanischer SchauspielerJean-Marc Barr (* 1960)

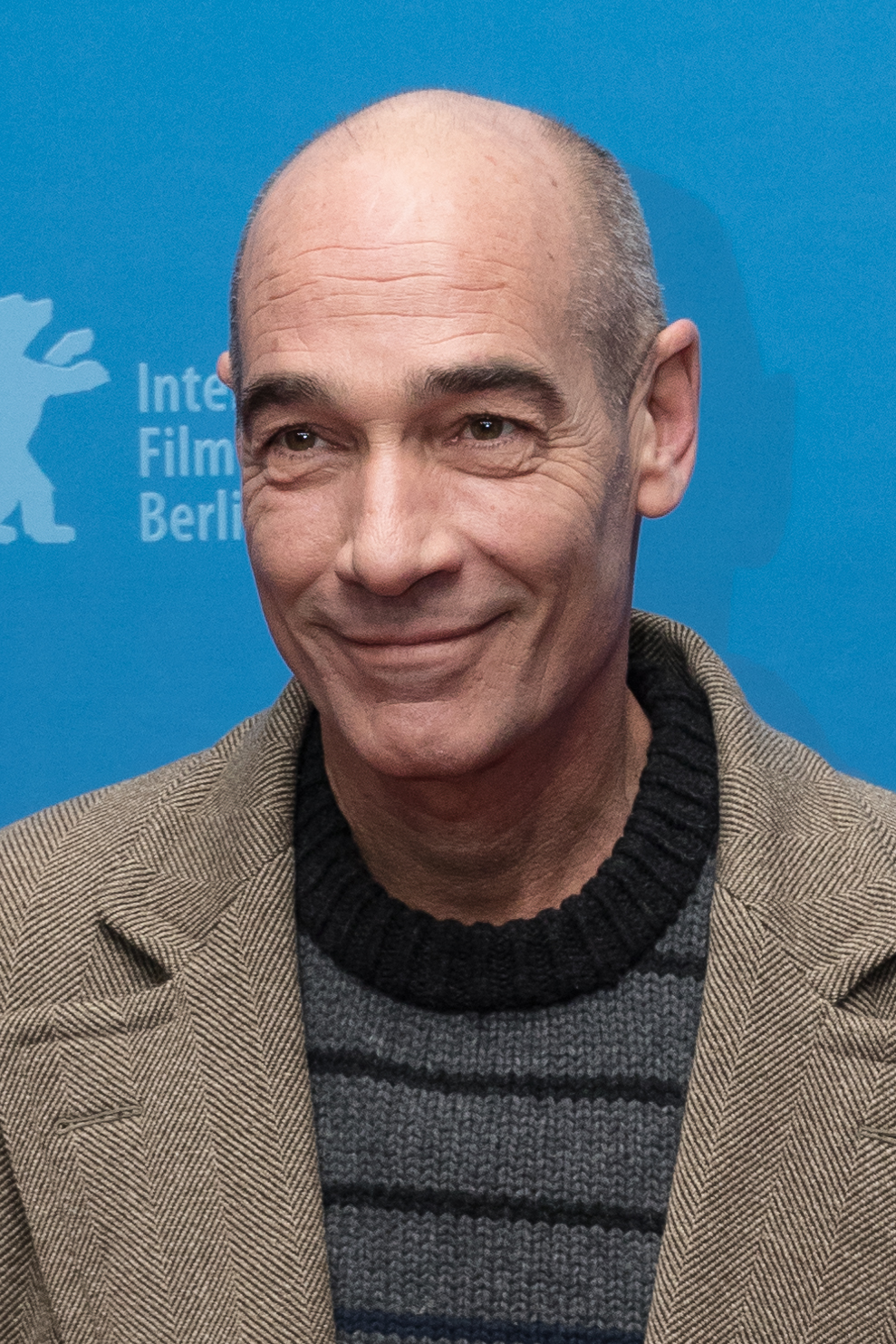
Jean-Marc Barr (* 1960)

- Barr, Jerry (* 1966), US-amerikanischer Architekt und Installationskünstler
- Barr, Jessie (* 1989), irische Sprinterin
- Barr, John, schottischer Fußballtorhüter
- Barr, Joseph W. (1918–1996), US-amerikanischer Geschäftsmann und Politiker
- Barr, Julius (1905–1939), US-amerikanischer Pilot
- Barr, Kathleen (* 1967), kanadische Synchronsprecherin
- Barr, Leonard (1903–1980), US-amerikanischer Schauspieler
- Barr, Matt (* 1984), US-amerikanischer Schauspieler
- Barr, Michael (* 1937), US-amerikanischer Mathematiker
- Barr, Mike W. (* 1952), US-amerikanischer Autor
- Barr, Murray (1908–1995), kanadischer Mediziner
- Barr, Nathan (* 1973), US-amerikanischer Komponist
- Barr, Nevada (* 1952), US-amerikanische Schriftstellerin
- Barr, Roseanne (* 1952), US-amerikanische SchauspielerinRoseanne Barr (* 1952)

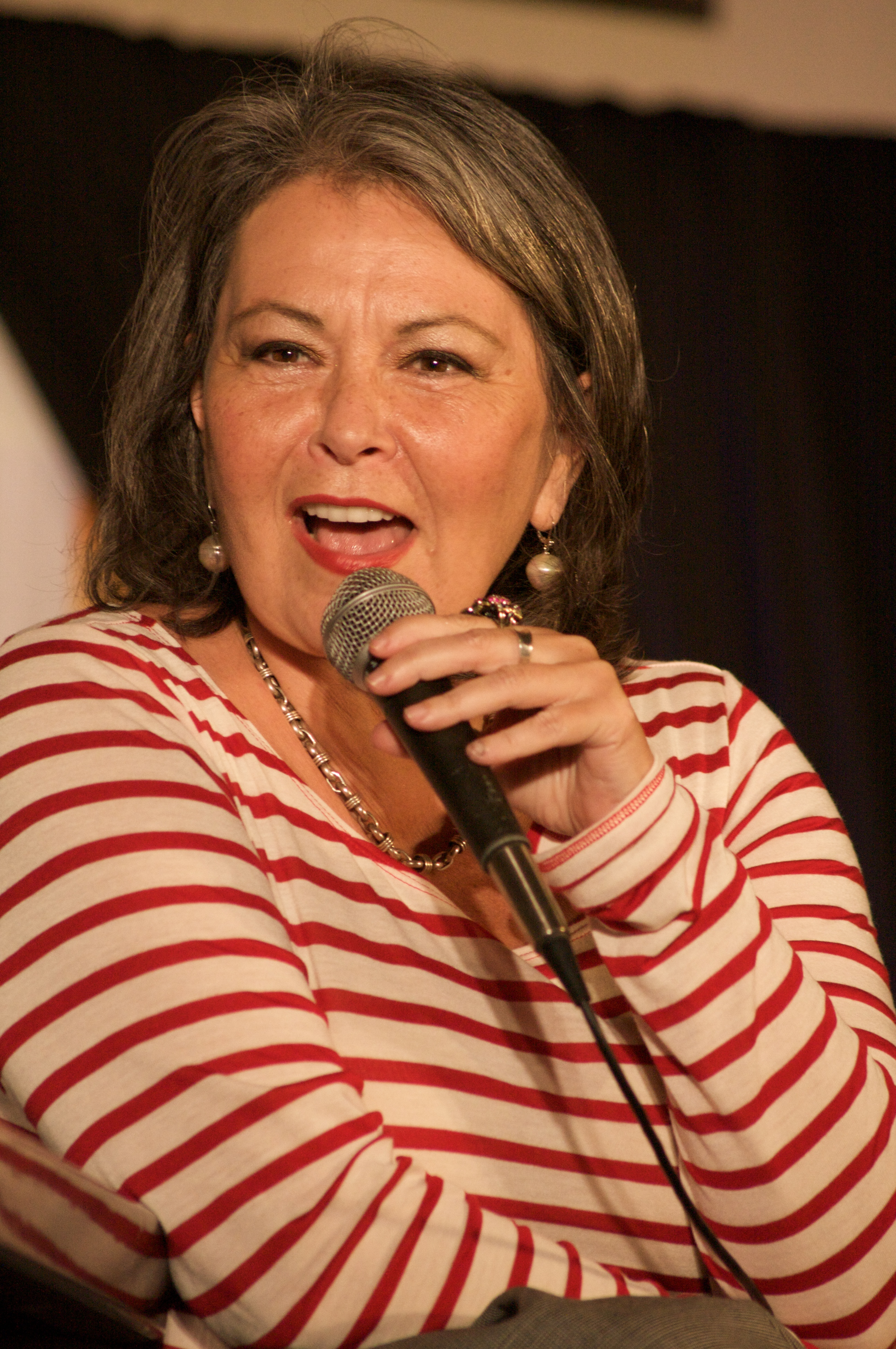
Roseanne Barr (* 1952)

- Barr, Samuel Fleming (1829–1919), US-amerikanischer Politiker
- Barr, Sebastian, US-amerikanischer Schauspieler und Musiker
- Barr, Stefania (* 1994), US-amerikanische Schauspielerin, Filmkomponistin, Songwriterin sowie Sängerin
- Barr, Stephen (* 1953), US-amerikanischer Physiker
- Barr, Tara Lynne (* 1993), US-amerikanische Film- und Theaterschauspielerin
- Barr, Thomas (* 1992), irischer Leichtathlet
- Barr, Thomas J. (1812–1881), US-amerikanischer Politiker
- Barr, Tjay De (* 2000), gibraltarischer Fußballnationalspieler
- Barr, Vicki (* 1982), britische Sprinterin
- Barr, William (* 1950), US-amerikanischer Politiker und JuristWilliam Barr (* 1950)

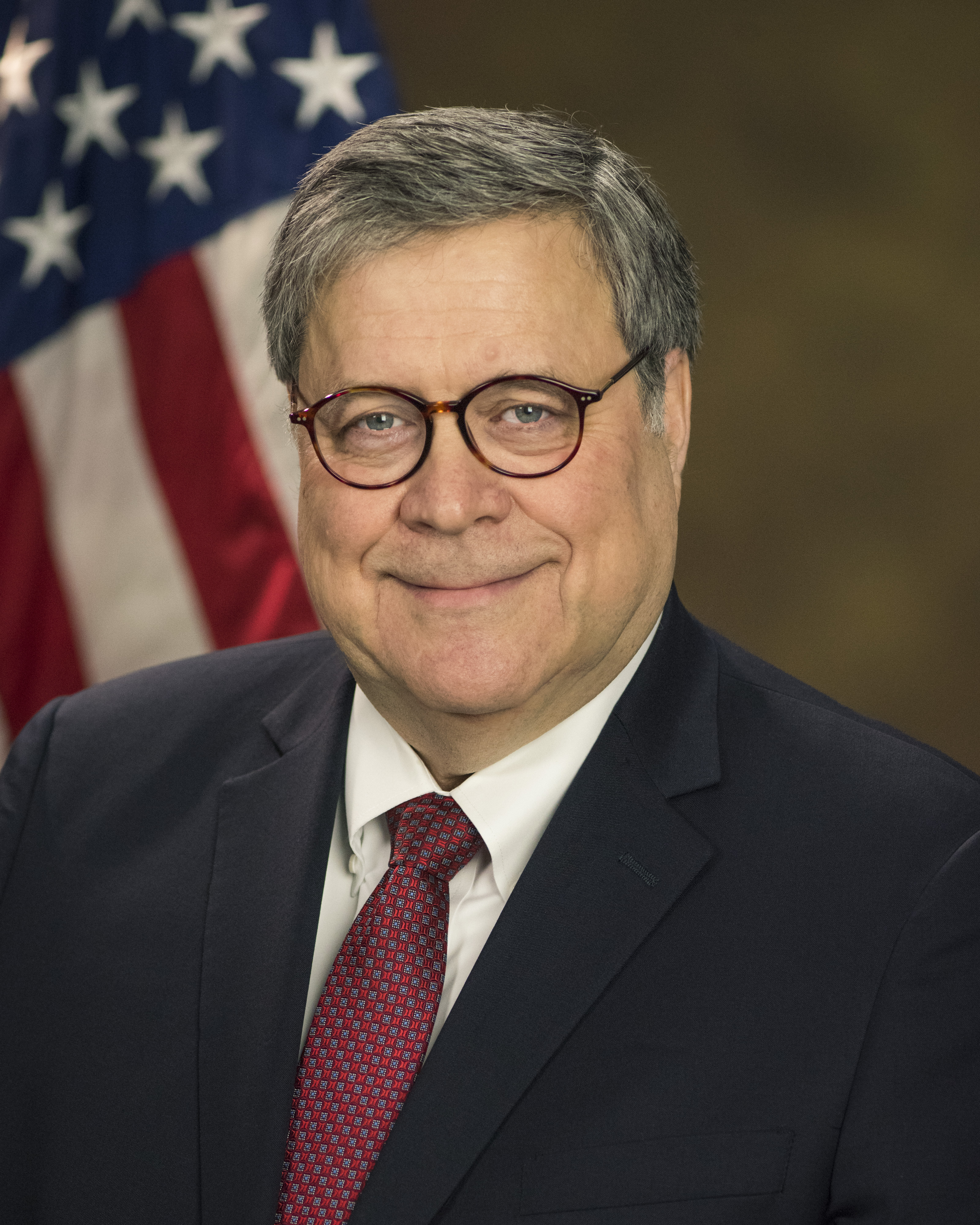
William Barr (* 1950)

- Barr, Yvonne (1932–2016), irisch-australische Virologin

### Barra
- Barra bint Samaw'al, Mutter von Safiyya bint Huyayy
- Barra Tagle, Rafael de la (* 1930), chilenischer Ordensgeistlicher, emeritierter Prälat von Illapel
- Barra, Carlos (* 1968), mexikanischer Fußballspieler und -trainer
- Barra, Declan de (* 1971), irischer Sänger, Songwriter und Filmmacher
- Barra, Didier, französischer Maler
- Barra, Eduardo de la (1959–2025), chilenischer Fußballspieler
- Barra, Gianfranco (1940–2025), italienischer Schauspieler
- Barra, Héctor (* 1978), chilenischer Fußballspieler
- Barra, Johannes (1581–1634), niederländischer Maler und Kupferstecher
- Barra, Jordi (* 1978), andorranischer Fußballspieler
- Barra, Mary (* 1961), US-amerikanische Managerin
- Barra, Michele (1952–2013), Schweizer Politiker (Lega dei Ticinesi)
- Barra, Ray (1930–2025), amerikanischer Balletttänzer, Ballettmeister und Ballettdirektor
- Barra, Rodrigo (* 1975), chilenischer Fußballspieler
- Barraband, Jacques (1768–1809), französischer Maler und Illustrator
- Barraband, Jean I († 1709), französischer Bildwirker
- Barraband, Jean II († 1725), französischer Bildwirker
- Barrable-Tishauer, Sarah (* 1988), kanadische Schauspielerin
- Barracand, Léon (1840–1919), französischer Schriftsteller
- Barracciu, Francesca (* 1966), italienische Politikerin (PD), MdEP
- Barrachina Estevan, Pablo (1912–2008), spanischer Geistlicher und römisch-katholischer Bischof von Orihuela-Alicante
- Barrack, Thomas J. Jr. (* 1947), amerikanischer Immobilien-InvestorThomas J. Barrack Jr. (* 1947)

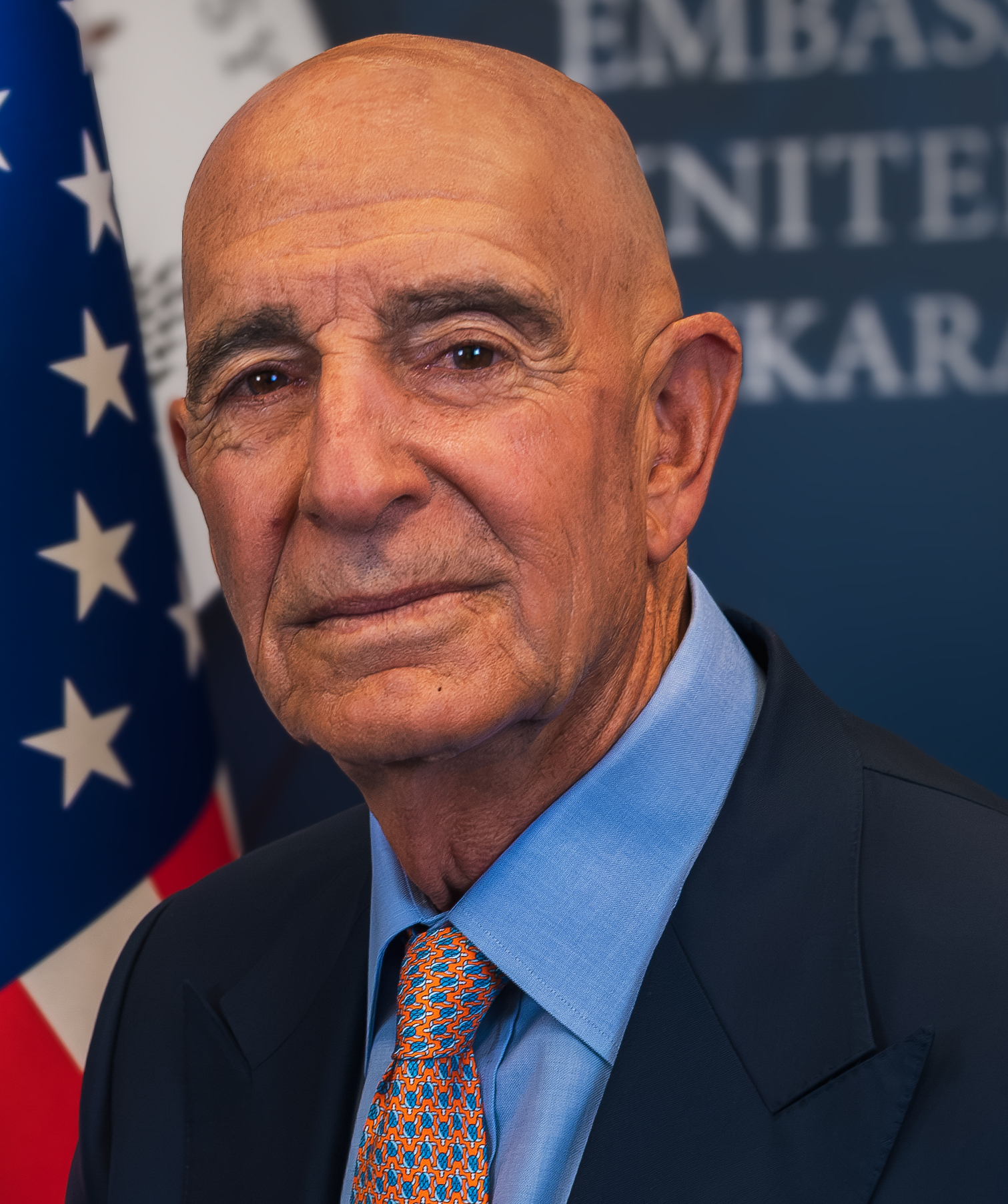
Thomas J. Barrack Jr. (* 1947)

- Barraclough, Geoffrey (1908–1984), britischer Historiker
- Barraclough, John (1918–2008), britischer Offizier der Luftstreitkräfte des Vereinigten Königreichs
- Barraclough, John (1926–2005), australischer Politiker, Mitglied der Legislativversammlung und Minister von New South Wales
- Barraclough, John Ashworth (1894–1981), britischer Offizier und Militärgouverneur
- Barraco, Rob, US-amerikanischer Keyboarder
- Barrada, Abdelaziz (1989–2024), französisch-marokkanischer Fußballspieler
- Barrada, Yto (* 1971), französisch-marokkanische Fotografin
- Barradas, João (* 1992), portugiesischer Akkordeonist und Komponist
- Barradas, Rafael (1890–1929), uruguayischer Maler
- Barragán Morfín, Luis (1902–1988), mexikanischer ArchitektLuis Barragán Morfín (1902–1988)

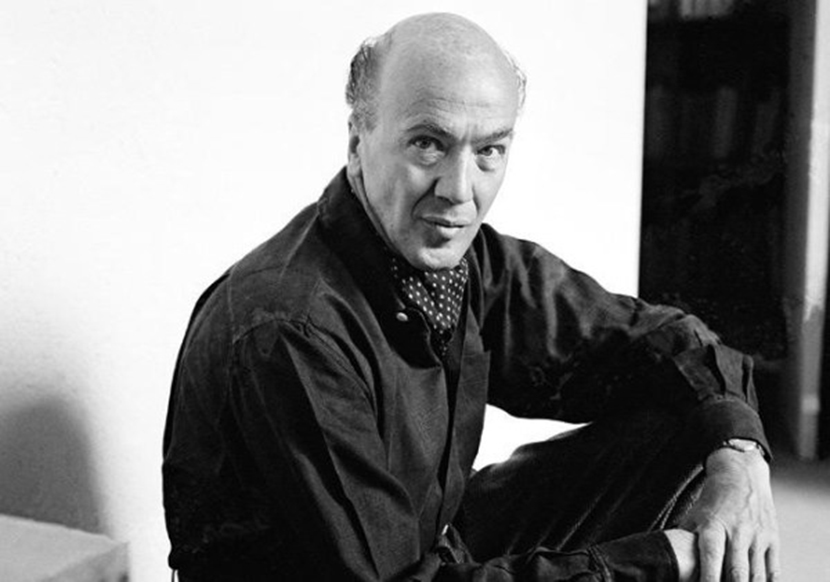
Luis Barragán Morfín (1902–1988)

- Barragán, Antonio (* 1987), spanischer Fußballspieler
- Barragan, Don Rodrigo de († 1640), habsburgischer und pfalz-neuburger Militär und Beamter
- Barragán, Ismael (* 1986), spanischer Fußballspieler
- Barragán, Nanette (* 1976), US-amerikanische Politikerin
- Barragán, Pablo (* 1987), spanischer Klarinettist
- Barragán-Paladines, María José (* 1974), Biologin und wissenschaftliche Direktorin der Charles Darwin Foundation
- Barrailh, Jean-André (1672–1762), französischer Marineoffizier
- Barraine, Elsa (1910–1999), französische Komponistin
- Barrajón, Pedro (* 1957), spanischer katholischer Priester, Theologe, Universitätspräsident
- Barrak, Abdurrahman al- (* 1933), islamischer Religionsgelehrter
- Barral, Carlos (1928–1989), spanischer Dichter, Verleger und Politiker, MdEP
- Barral, David (* 1983), spanischer Fußballspieler
- Barral, Jean-Augustin (1819–1884), französischer Agrarwissenschaftler und Schriftsteller
- Barral, Luigi (1907–1962), italienisch-französischer Radrennfahrer
- Barral, Pierre-Marie (1854–1929), Gründer der Missionsgesellschaft Bethlehem
- Barrales, Jerónimo (* 1987), argentinischer Fußballspieler
- Barrán, José Pedro (1934–2009), uruguayischer Historiker
- Barranco Cosano, Javier (* 1998), spanischer Tennisspieler
- Barranco, Gabriel (1796–1886), mexikanischer Maler
- Barranco, María (* 1961), spanische Schauspielerin
- Barranco, Mercedes (1925–2008), spanische Schauspielerin
- Barrand, Margaret (* 1940), englische Badmintonspielerin
- Barrande, Joachim (1799–1883), französischer Geologe, Paläontologe und Ingenieur
- Barrandeguy, Federico (* 1996), uruguayischer Fußballspieler
- Barrangou, Rodolphe, französisch-amerikanischer Biowissenschaftler
- Barrantes Ureña, Hugo (1936–2024), costa-ricanischer Geistlicher und emeritierter Erzbischof von San José de Costa Rica
- Barrantes, Vicente (1829–1898), spanischer Schriftsteller
- Barraqué, Jean (1928–1973), französischer Komponist
- Barraqué, Martine, französische Filmeditorin
- Barrard, John (1924–2013), südafrikanischer Schauspieler
- Barras, Claude (* 1973), Schweizer Animationsfilmer
- Barras, Karim (* 1973), schweizerisch-französischer Schauspieler
- Barras, Louis (1917–2001), Schweizer Politiker und Agrarfunktionär
- Barras, Paul de (1755–1829), französischer Politiker und Mitglied des DirektoriumsPaul de Barras (1755–1829)

Paul de Barras (1755–1829)

- Barras, Romain (* 1980), französischer Zehnkämpfer
- Barras, Sid (* 1948), englischer Radrennfahrer
- Barras, Steven (* 1983), Schweizer Eishockeyspieler
- Barras, Thomas (* 1994), britischer Ruderer
- Barrasso, John (* 1952), US-amerikanischer Politiker
- Barrasso, Tom (* 1965), US-amerikanischer Eishockeytorwart, -trainer und -funktionär
- Barrat, Alain (* 1971), französischer Physiker
- Barrat, Jean-Louis (* 1964), französischer Physiker
- Barrat, Robert (1889–1970), US-amerikanischer Schauspieler
- Barrat, Robert (1919–1976), französischer Autor, Journalist und vehementer Verfechter des Antikolonialismus
- Barratier, Christophe (* 1963), französischer Filmproduzent
- Barratt Due, Mary (1888–1969), norwegische Pianistin und Musikpädagogin
- Barratt, Billy (* 2007), britischer Kinderdarsteller
- Barratt, Bronte (* 1989), australische Freistilschwimmerin
- Barratt, Issie (* 1964), britische Komponistin und Baritonsaxophonistin
- Barratt, Julian (* 1968), britischer Comedian und SchauspielerJulian Barratt (* 1968)

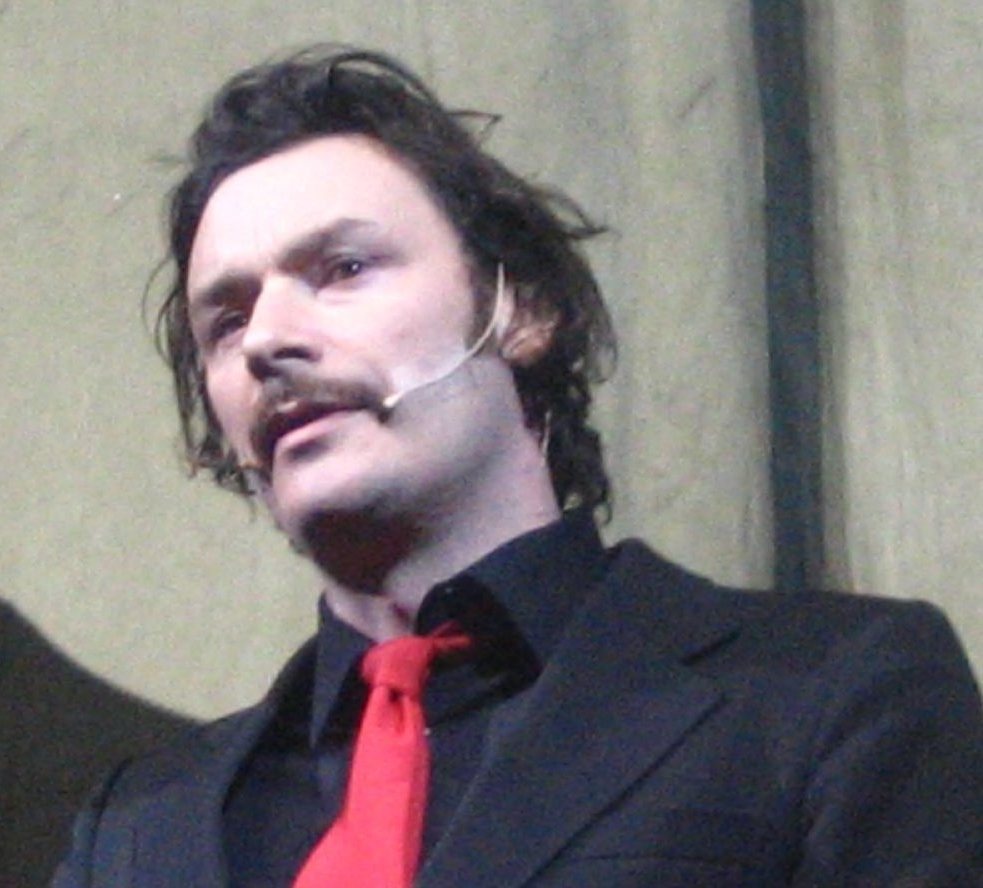
Julian Barratt (* 1968)

- Barratt, Michael Reed (* 1959), US-amerikanischer Astronaut der NASA
- Barratt, Thomas Ball (1862–1940), norwegischer, christlicher Prediger, Pfingstpastor und Gemeindeleiter
- Barratt-Due, Stephan (* 1956), norwegischer Geiger und Musikpädagoge
- Barratt-Due, Stephan Henrik (1919–1985), norwegischer Geiger und Musikpädagoge
- Barrau de Muratel, Caroline de (1828–1888), französische Feministin, Erzieherin, Philanthropin und Schriftstellerin
- Barrau, Aurélien (* 1973), französischer Astrophysiker
- Barrau, Jacques (1925–1997), französischer Ethnobotaniker, Ethnozoologe und Anthropologe
- Barrau, Jean-Joseph-Guillaume (1882–1970), französischer Offizier, General
- Barrau, Laureà (1863–1957), katalanischer Maler
- Barrau-Dihigo, Louis (1876–1931), französischer Bibliothekar, Romanist, Hispanist, Katalanist und Historiker
- Barraud, Aimé (1902–1954), Schweizer Maler
- Barraud, Ali (1918–2015), burkinischer Politiker
- Barraud, Andreas (* 1957), Schweizer Politiker (SVP), Landammann von Schwyz
- Barraud, David (1806–1869), Hof- und Ratszimmermeister
- Barraud, Francis (1856–1924), britischer Maler
- Barraud, François (1899–1934), Schweizer Maler der Neuen Sachlichkeit
- Barraud, Henry (1900–1997), französischer Komponist
- Barraud, Herbert Rose († 1896), Porträtfotograf
- Barraud, Maurice (1889–1954), Schweizer Maler
- Barraud, Paul Philipp (1750–1820), englischer Uhrmacher
- Barrault, Jean-Louis (1910–1994), französischer Schauspieler, Pantomime und Regisseur
- Barrault, Marie-Christine (* 1944), französische Schauspielerin
- Barray, Gérard (1931–2024), französischer Schauspieler
- Barraza Beltrán, Luis Martín (* 1963), mexikanischer Geistlicher und römisch-katholischer Bischof von Torreón
- Barraza Sánchez, Rafael (1928–2020), mexikanischer Geistlicher, römisch-katholischer Bischof von Mazatlán
- Barraza, Adriana (* 1956), mexikanische Schauspielerin und FernsehregisseurinAdriana Barraza (* 1956)

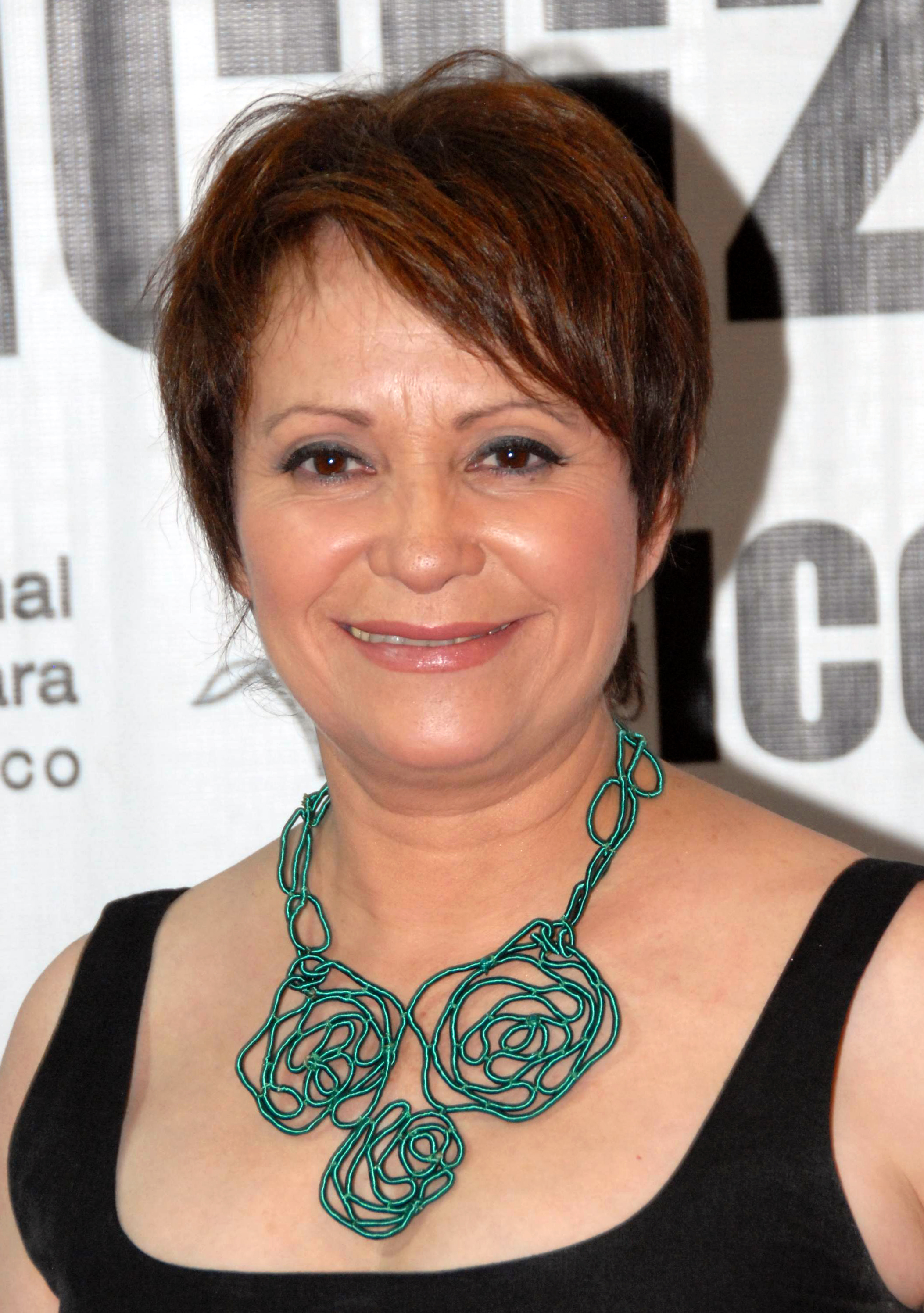
Adriana Barraza (* 1956)

- Barraza, Juana (* 1957), mexikanische Serienmörderin

### Barre
- Barre Adan Shire Hiiraale, somalischer Politiker
- Barré de Saint-Venant, Adhémar Jean Claude (1797–1886), französischer Ingenieur, Mathematiker und Physiker
- Barré, Alexandra (* 1958), kanadische Kanutin
- Barré, Antonio, italienischer Komponist, Kirchenmusiker und Musikverleger
- Barré, Georges (1886–1970), französischer Offizier, Generalleutnant
- Barre, Hamza Abdi, somalischer Politiker
- Barré, Jean-Alexandre (1880–1967), französischer Neurologe
- Barre, John († 1483), englischer Ritter
- Barré, Kamlo (* 1968), französischer Jazzgitarrist
- Barré, Kévin (* 1990), französischer Fußballspieler
- Barré, Leonardo, französischer Sänger, Kapellmeister und Komponist
- Barré, Louis (1799–1857), französischer Lexikograf und Übersetzer
- Barré, Louis (* 2000), französischer Radrennfahrer
- Barre, Martin (* 1946), britischer Musiker
- Barré, Pascal (* 1959), französischer Sprinter
- Barré, Patrick (* 1959), französischer Leichtathlet
- Barre, Raymond (1924–2007), französischer Politiker
- Barre, Siad (1919–1995), somalischer PräsidentSiad Barre (1919–1995)

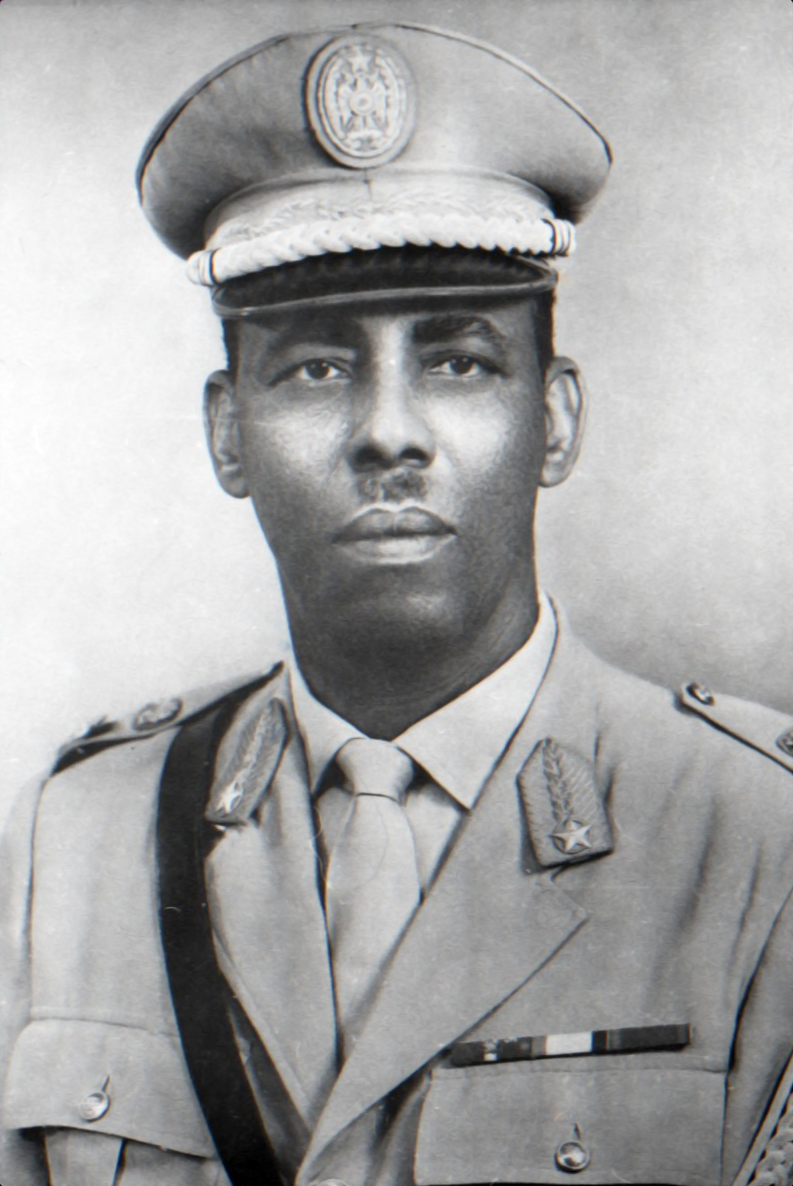
Siad Barre (1919–1995)

- Barré-Sinoussi, Françoise (* 1947), französische Virologin und Nobelpreisträgerin

#### Barrea
- Barreau, Gaston (1883–1958), französischer Fußballspieler und -funktionär
- Barreau, Nicolas (* 1980), französischer Schriftsteller und Buchhändler

#### Barrec
- Barreca, Antonio (* 1995), italienischer Fußballspieler

#### Barred
- Barreda Bort, Joan (* 1983), spanischer Motorradrennfahrer
- Barredo, Carlos (* 1981), spanischer Radrennfahrer

#### Barrei
- Barreira, Jessica (* 1997), portugiesische Leichtathletin
- Barreira, Maria (1914–2010), portugiesische Bildhauerin und Lehrerin
- Barreiro, Leandro (* 2000), luxemburgisch-portugiesischer FußballspielerLeandro Barreiro (* 2000)

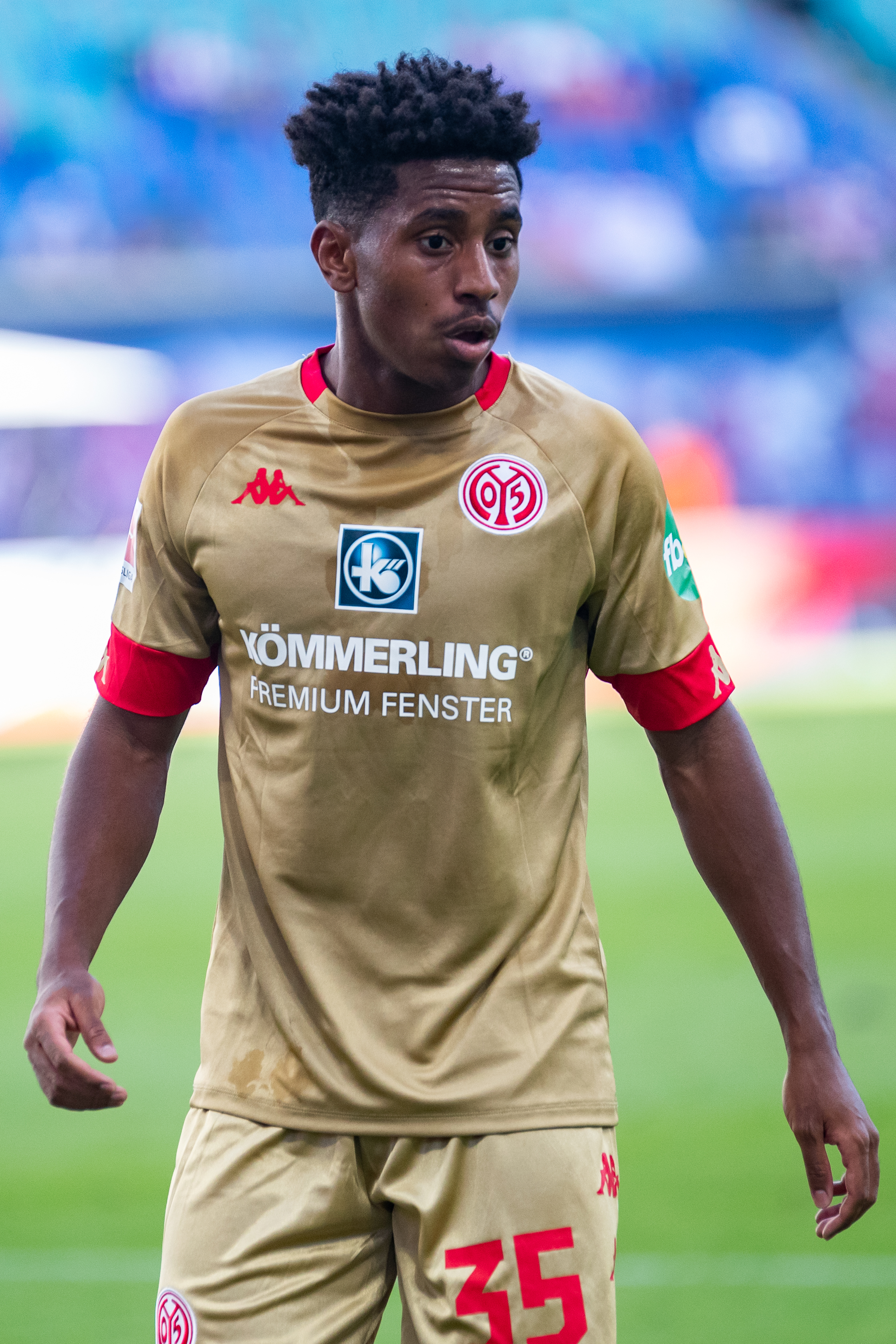
Leandro Barreiro (* 2000)

- Barreiro, Manuel (1787–1838), uruguayischer Politiker
- Barreiro, Miguel (1789–1848), uruguayischer Politiker
- Barreiro, Ramón (1906–1981), spanischer Filmregisseur und Drehbuchautor
- Barreiros Reyes, Mateo (* 2000), brasilianischer Tennisspieler
- Barreiros, Quim (* 1947), portugiesischer Sänger und Akkordeonspieler

#### Barrel
- Barrelet, Hermann (1879–1964), französischer Ruderer und Olympiasieger
- Barrelet, Horst (1921–1997), deutscher Rechtsanwalt und Fußballfunktionär
- Barrelet, Jean-Louis (1902–1976), Schweizer Politiker (FDP)
- Barrelet, Sophie (1893–1987), deutsche Lehrerbildnerin und nationalsozialistische Parteigängerin
- Barrelier, Jacques (1606–1673), französischer Dominikanermönch und Botaniker
- Barrell, Joseph (1869–1919), US-amerikanischer Geologe und Ingenieur
- Barrell, Katherine (* 1990), kanadische Schauspielerin, Produzentin, Autorin und RegisseurinKatherine Barrell (* 1990)

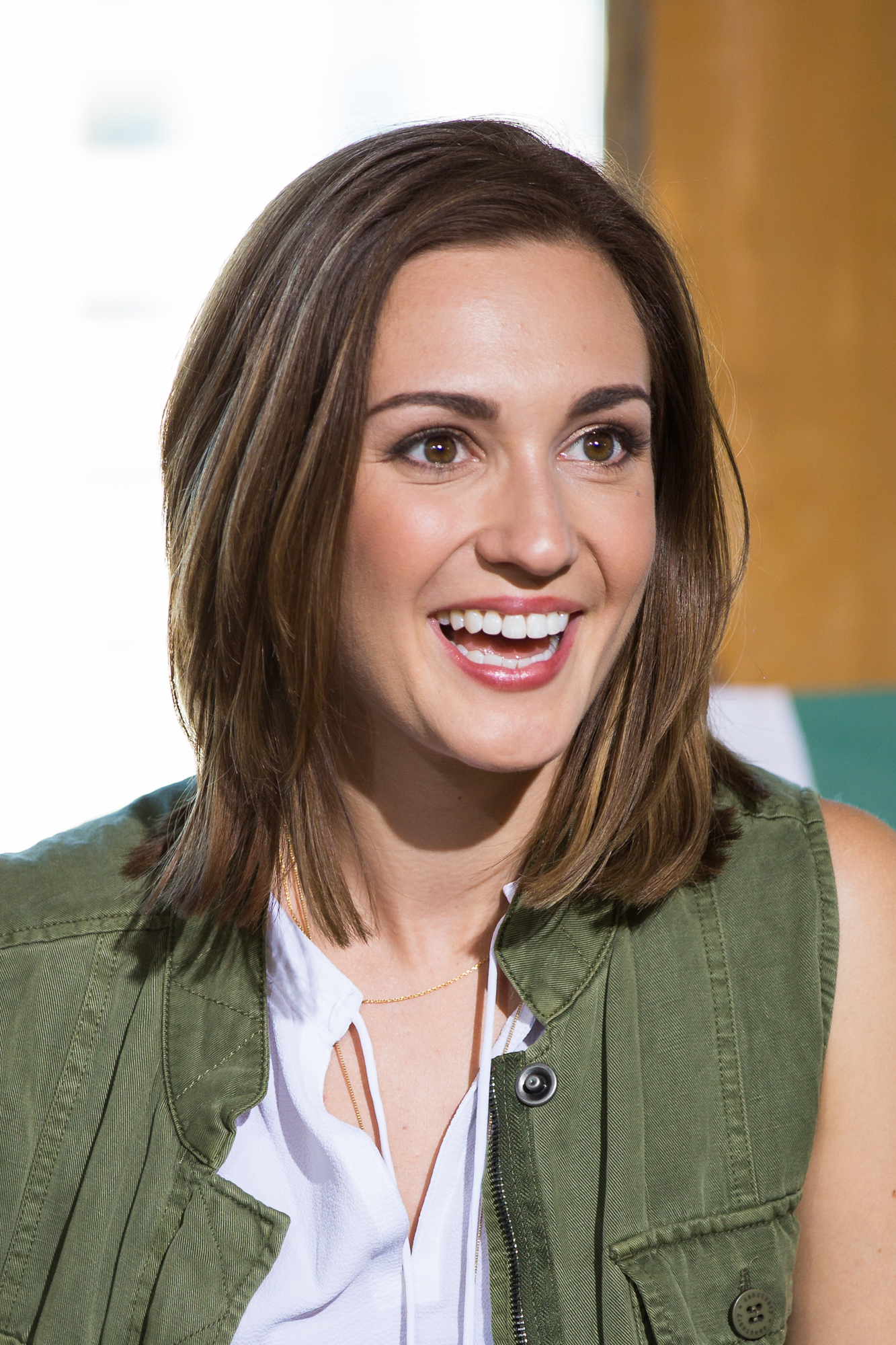
Katherine Barrell (* 1990)

- Barrella, Giovanni (1884–1967), italienischer Filmregisseur

#### Barrem
- Barrême, François (1638–1703), französischer Mathematiker

#### Barren
- Barrena, Alex (* 2002), argentinischer Tennisspieler
- Barrena, Pernando (* 1965), baskischer Politiker; MdEP
- Barrenechea, Ana María (1913–2010), argentinische Romanistin und Hispanistin
- Barrenechea, Claudia (* 1977), chilenische Biathletin
- Barrenetxea, Ander (* 2001), spanischer Fußballspieler
- Barrenetxea, Iñaki (* 1973), baskischer Radfahrer
- Barrenetxea, Jon (* 2000), spanischer Radrennfahrer
- Barreno, Maria Isabel (1939–2016), portugiesische Schriftstellerin
- Barrenscheen, Hermann (1882–1953), Schweizer Maler und Konzert- und Opernsänger
- Barrenstein, Achim (* 1960), deutscher Theaterschauspieler, Rezitator und Synchronsprecher
- Barrenstein, Franz (1914–2003), deutscher Regisseur

#### Barrer
- Barrer, Richard (1910–1996), neuseeländischer Chemiker, Begründer der Zeolith-Chemie
- Barrera Fuentes, Federico (1913–2004), mexikanischer Botschafter und General
- Barrera Hernández, Abel (* 1960), mexikanischer Priester, Anthropologe und Menschenrechtler
- Barrera Morales, Constantino (* 1963), salvadorianischer Geistlicher, römisch-katholischer Bischof von Sonsonate
- Barrera Pacheco, Luis Alberto (* 1966), peruanischer Ordensgeistlicher, römisch-katholischer Bischof von Callao
- Barrera Tyszka, Alberto (* 1960), venezolanischer Schriftsteller und Drehbuchschreiber
- Barrera Vásquez, Silvia (* 1975), peruanische Politikerin
- Barrera y Reyes, Benjamin (1902–1999), salvadorianischer Ordensgeistlicher und Bischof von Santa Ana
- Barrera, Augusto (* 1961), ecuadorianischer Sozialwissenschaftler, Politiker und Intellektueller
- Barrera, Brandon (* 1998), uruguayischer Fußballspieler
- Barrera, Cayetano Alberto de la (1815–1872), spanischer Bibliograf, Romanist, Hispanist und Literaturwissenschaftler
- Barrera, Cristopher (* 1998), chilenischer Fußballspieler
- Barrera, David (* 1968), US-amerikanischer Schauspieler bolivianischer Abstammung
- Barrera, Florencio (1915–1975), chilenischer Fußballspieler
- Barrera, Jorge (* 1982), mexikanischer Fußballspieler
- Barrera, José (* 1988), chilenischer Fußballspieler
- Barrera, Juan (* 1989), nicaraguanischer Fußballspieler
- Barrera, Leandro (* 1991), argentinischer Fußballspieler
- Barrera, Marco Antonio (* 1974), mexikanischer Boxer
- Barrera, Melissa (* 1990), mexikanische SchauspielerinMelissa Barrera (* 1990)

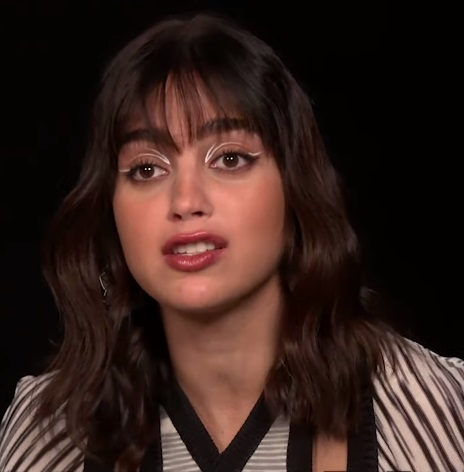
Melissa Barrera (* 1990)

- Barrera, Miguel (* 1978), kolumbianischer Boxer im Strohgewicht
- Barrera, Nicolas (1919–2006), russischer Maler
- Barrera, Pablo (* 1987), mexikanischer Fußballspieler
- Barrera, Rafael Rodríguez (1937–2011), mexikanischer Botschafter
- Barrera, Roberto González (1930–2012), mexikanischer Unternehmer
- Barrera, Rodrigo (* 1970), chilenischer Fußballspieler
- Barrera, Sullivan (* 1982), kubanischer Boxer
- Barrera, Tatiana (* 1981), französische Beachvolleyballspielerin
- Barrère, Adrien (1874–1931), französischer Theater- und Filmplakatkünstler sowie Karikaturist
- Barrère, Camille (1851–1940), französischer Diplomat
- Barrère, Eleonore (* 1996), französische Tennisspielerin
- Barrère, Georges (1876–1944), französischer Flötist
- Barrere, Granville (1829–1889), US-amerikanischer Politiker
- Barrère, Grégoire (* 1994), französischer Tennisspieler
- Barrère, Jean-Bertrand (1914–1985), französischer Romanist und Literaturwissenschaftler
- Barrere, Nelson (1808–1883), US-amerikanischer Politiker
- Barrère, Paul (1948–2019), US-amerikanischer Rocksänger und -gitarrist
- Barrero, Camilo Berstecher (* 1988), deutsch-kolumbianischer Filmemacher, Fotograf und Kunstaktivist

#### Barres
- Barres, Adolf des (1814–1873), preußischer Generalmajor
- Barres, Ben (1954–2017), US-amerikanischer Biologe
- Barres, Jean II. de († 1324), Marschall von Frankreich, Herr von Chaumont (Yonne)
- Barres, John Oliver (* 1960), US-amerikanischer Geistlicher, römisch-katholischer Bischof von Rockville Centre
- Barrès, Maurice (1862–1923), französischer SchriftstellerMaurice Barrès (1862–1923)

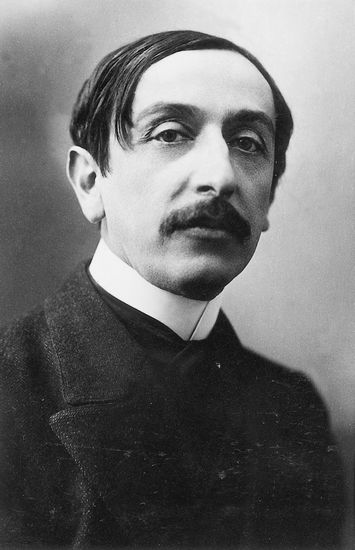
Maurice Barrès (1862–1923)

- Barrese, Sasha (* 1981), US-amerikanische Schauspielerin
- Barresi, Paul (* 1949), US-amerikanischer Schauspieler, Regisseur und eine Medienpersönlichkeit
- Barresi, Wesley (* 1984), niederländischer Cricketspieler

#### Barret
- Barret, Éric (1959–2025), französischer Jazzmusiker (Sopran- und Tenorsaxophon, Komposition)
- Barret, Jeanne (1740–1807), französische Naturforscherin und WeltumseglerinJeanne Barret (1740–1807)

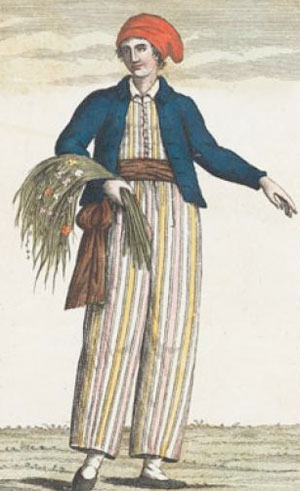
Jeanne Barret (1740–1807)

- Barret, John Richard (1825–1903), US-amerikanischer Politiker
- Barret, Paul (1930–1993), französischer Fußballspieler und -trainer
- Barret, Thomas C. (1860–1922), US-amerikanischer Politiker
- Barreto Barreto, Juan Carlos (* 1968), kolumbianischer Geistlicher, römisch-katholischer Bischof von Soacha
- Barreto Cairo, Ricardo Aldo (* 1968), panamaisch-venezolanischer Geistlicher, römisch-katholischer Bischof von Valle de la Pascua
- Barreto de Farias, Esmeraldo (* 1949), brasilianischer Geistlicher und emeritierter römisch-katholischer Bischof von Araçuaí
- Barreto de Souza, Paulo Vitor (* 1985), brasilianischer Fußballspieler
- Barreto Jimeno, Pedro Ricardo (* 1944), peruanischer Ordenspriester und Erzbischof von Huancayo
- Barreto Júnior, Dorival Souza (* 1964), brasilianischer römisch-katholischer Geistlicher, Bischof von Januária
- Barreto Lobato, Isabel (1948–1975), osttimoresische Unabhängigkeitsaktivistin
- Barreto Martins, José (* 1962), osttimoresischer Diplomat
- Barreto, Acácio Cordeiro (* 1959), brasilianischer Fußballspieler
- Barreto, Antonio, spanischer Gouverneur von Trinidad
- Barreto, António Moniz († 1600), 14. Generalgouverneur von Indien
- Barreto, Bruno (* 1955), brasilianischer Regisseur, Filmproduzent und Drehbuchautor
- Barreto, Bruno (* 1989), uruguayischer Fußballspieler
- Barreto, Darwin (* 1981), uruguayischer Fußballspieler
- Barreto, Diego (* 1981), paraguayischer Fußballspieler
- Barreto, Domingos, osttimoresischer Jurist und Beamter
- Barreto, Don (1909–1997), kubanischer Musiker und Bandleader
- Barreto, Édgar (* 1984), paraguayischer Fußballspieler
- Barreto, Eduardo (1954–2011), uruguayischer Künstler und Comiczeichner
- Barreto, Eduardo de Deus (1951–2021), osttimoresischer Freiheitskämpfer und Politiker
- Barreto, Eric (1962–1996), brasilianischer Travestiekünstler und Schauspieler
- Barreto, Ernesto de Oliveira (* 1955), osttimoresischer Beamter
- Barreto, Fábio (1957–2019), brasilianischer Filmemacher
- Barreto, Fausto (1852–1908), brasilianischer Romanist, Lusitanist, Brasilianist und Politiker
- Barreto, Francisco (1520–1573), portugiesischer Militär und Gouverneur
- Barreto, Gentil Diniz (1910–1988), brasilianischer Geistlicher, römisch-katholischer Bischof von Mossoró
- Barreto, Gonzalo (* 1992), uruguayischer Fußballspieler
- Barreto, Gustavo Bonatto (* 1995), brasilianischer Fußballspieler
- Barreto, Jainy (* 1999), brasilianische Sprinterin
- Barreto, Jorge Lima (1947–2011), portugiesischer Musiker und Komponist
- Barreto, José (* 1993), uruguayischer Fußballspieler
- Barreto, Julio (* 1967), kubanischer Jazzschlagzeuger und Perkussionist
- Barreto, Lima (1906–1982), brasilianischer Filmregisseur und Autor
- Barreto, Luís Soares (* 1987), osttimoresischer Polizist
- Barreto, Maria Gorumali (* 1973), osttimoresische Politikerin und Frauenrechtsaktivistin
- Barreto, Mário Castelo Branco (1879–1931), brasilianischer Romanist, Lusitanist und Grammatiker
- Barreto, Michaël (* 1991), französisch-portugiesischer Fußballspieler
- Barreto, Nuno (* 1972), portugiesischer Segler
- Barreto, Nuno José Severo de Mendoça Rolim de Moura (1804–1875), portugiesischer Politiker
- Barreto, Pascoela (* 1946), osttimoresische Freiheitsaktivistin und Diplomatin
- Barreto, Rhianne (* 1998), britische Schauspielerin
- Barreto, Tobias (1839–1889), brasilianischer Philosoph, Dichter, Literaturkritiker und Jurist
- Barrett Browning, Elizabeth (1806–1861), englische Dichterin
- Barrett, A. Igoni (* 1979), nigerianischer Schriftsteller
- Barrett, Alan (1912–1961), britischer Ruderer
- Barrett, Alan (1938–1991), britischer Kostümbildner beim Film
- Barrett, Alicia (* 1998), britische Hürdenläuferin
- Barrett, Amber (* 1996), irische Fußballspielerin
- Barrett, Amy Coney (* 1972), US-amerikanische BundesrichterinAmy Coney Barrett (* 1972)

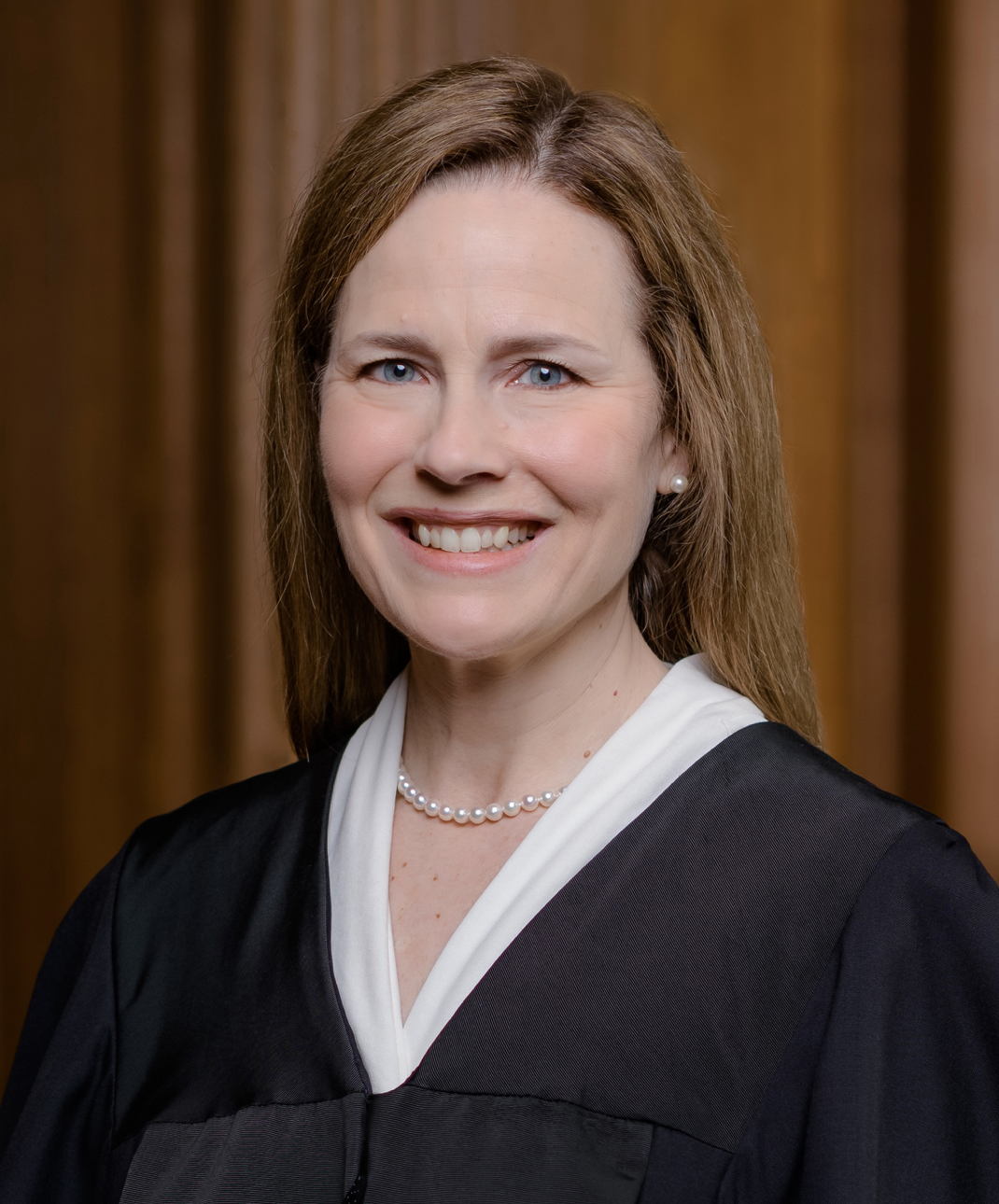
Amy Coney Barrett (* 1972)

- Barrett, Andrea (* 1954), US-amerikanische Schriftstellerin
- Barrett, Anne (1911–1986), britische Schriftstellerin
- Barrett, Anthony A. (* 1941), britisch-kanadischer Althistoriker
- Barrett, Aston (1946–2024), jamaikanischer Reggae-Bassist (The Wailers)
- Barrett, Barbara (* 1950), US-amerikanische Politikerin, Geschäftsfrau, Anwältin und Diplomatin
- Barrett, Barbara-Anne (* 1951), britische Weitspringerin
- Barrett, Beauden (* 1991), neuseeländischer Rugby-Union-SpielerBeauden Barrett (* 1991)

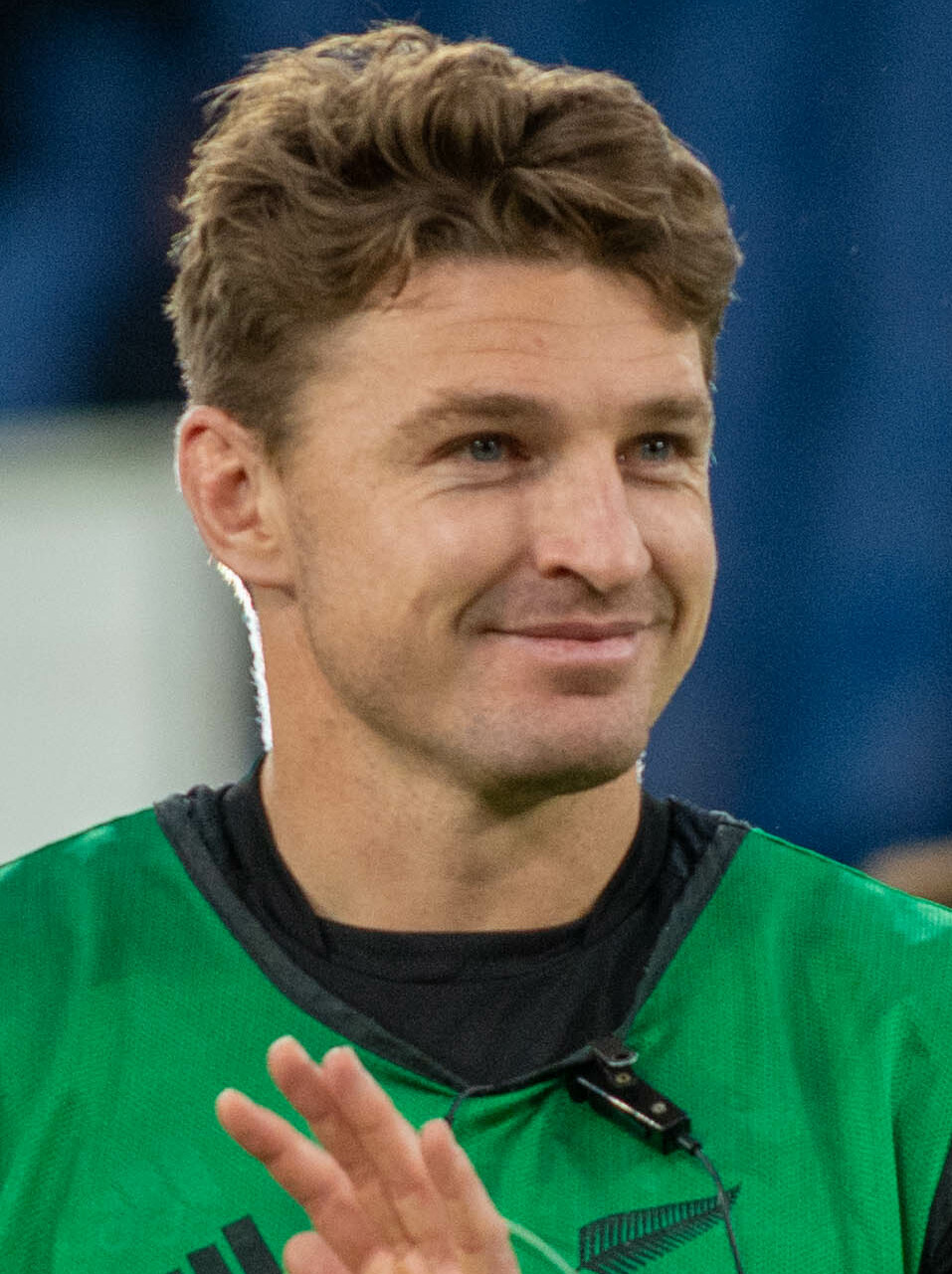
Beauden Barrett (* 1991)

- Barrett, Bill (1929–2016), US-amerikanischer Politiker
- Barrett, Brendon Ryan (* 1986), US-amerikanischer Film- und Theaterschauspieler sowie Stepptänzer
- Barrett, Brigetta (* 1990), US-amerikanische Hochspringerin
- Barrett, Carlton (1950–1987), jamaikanischer Reggae-Musiker
- Barrett, Chad (* 1985), US-amerikanischer Fußballspieler
- Barrett, Charles Kingsley (1917–2011), englischer Geistlicher
- Barrett, Charles S. (1902–1994), US-amerikanischer Metallurg
- Barrett, Claudia (1929–2021), US-amerikanische Schauspielerin
- Barrett, Colin (* 1952), englischer Fußballspieler
- Barrett, Colleen (1944–2024), US-amerikanische Managerin, Präsidentin von Southwest Airlines
- Barrett, Craig (* 1971), neuseeländischer Geher
- Barrett, Craig R. (* 1939), US-amerikanischer Ingenieur, Manager, ehemaliger Vorstand und CEO von Intel
- Barrett, Cyril (1925–2003), irischer Philosoph und Kunstkritiker
- Barrett, Dan (* 1955), amerikanischer Jazzmusiker
- Barrett, Daniel, Filmtechniker
- Barrett, Darren (* 1967), kanadischer Jazzmusiker
- Barrett, David (1930–2018), kanadischer Politiker
- Barrett, David Brian (1927–2011), walisischer anglikanischer Priester, evangelischer Missionar, Missionswissenschaftler, Religionssoziologe und Religionsstatistiker
- Barrett, DeWayne (* 1981), jamaikanischer Sprinter
- Barrett, Dicky (1807–1847), englisch-neuseeländischer Händler
- Barrett, Earl (* 1967), englischer Fußballspieler
- Barrett, Edith (1907–1977), US-amerikanische Schauspielerin
- Barrett, Edward (1880–1932), britischer Ringer, Leichtathlet, Tauzieher und Hurler
- Barrett, Edward, 1. Lord Barrett of Newburgh (1581–1644), englischer Staatsmann
- Barrett, Ellen (* 1946), amerikanische Priesterin der Episkopalkirche
- Barrett, Francis (* 1774), britischer Okkultist
- Barrett, Frank A. (1892–1962), US-amerikanischer Politiker
- Barrett, Fred (* 1950), kanadischer Eishockeyspieler
- Barrett, Frederick W. (1875–1949), englischer Polospieler
- Barrett, Gabby (* 2000), US-amerikanische CountrysängerinGabby Barrett (* 2000)

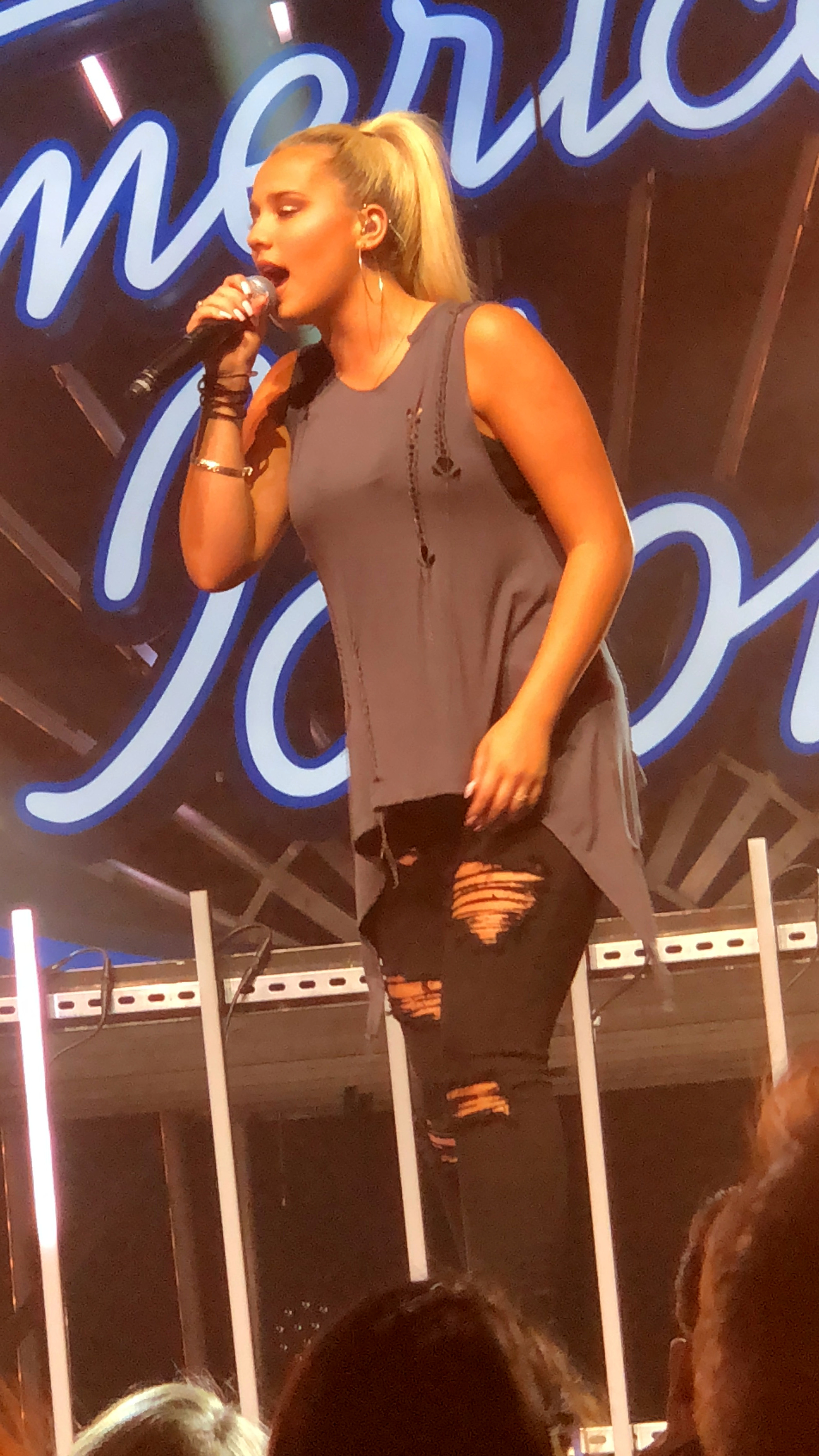
Gabby Barrett (* 2000)

- Barrett, George (1927–2014), US-amerikanischer Rechtsanwalt
- Barrett, Herbert Roper (1873–1943), britischer Tennisspieler
- Barrett, Holly J. (* 2002), US-amerikanische Schauspielerin
- Barrett, J. Gresham (* 1961), US-amerikanischer Politiker
- Barrett, Jacinda (* 1972), australische Schauspielerin und ehemaliges FotomodellJacinda Barrett (* 1972)

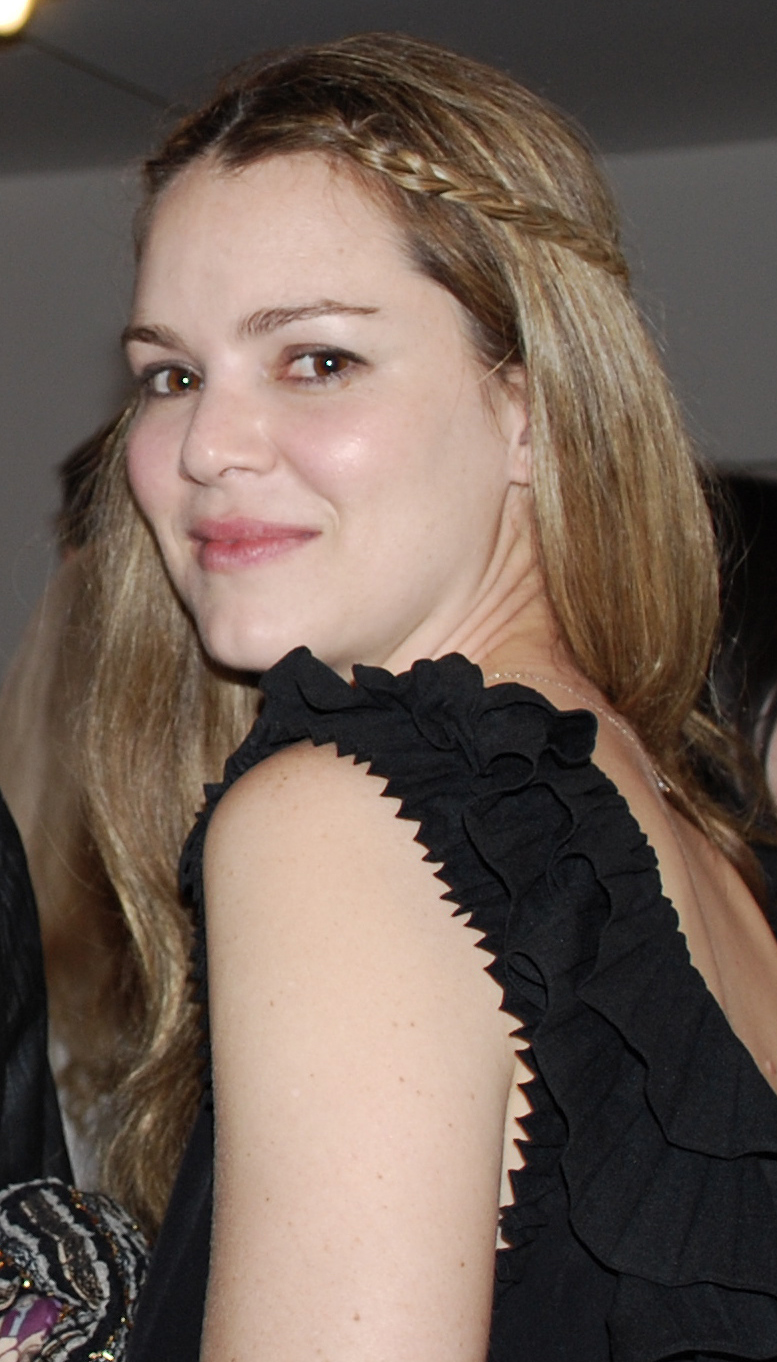
Jacinda Barrett (* 1972)

- Barrett, James Lee (1929–1989), US-amerikanischer Drehbuchautor und Produzent
- Barrett, Jerry (1824–1906), britischer Maler
- Barrett, Joan, kanadische Geigerin und Musikpädagogin
- Barrett, John (1866–1938), US-amerikanischer Diplomat; Gesandter in Siam, Argentinien, Panama und Kolumbien
- Barrett, John (* 1931), englischer Tennisspieler, Autor und Sportjournalist
- Barrett, John (* 1954), schottischer Politiker (Lib Dems)
- Barrett, John (1957–2023), irisch-US-amerikanischer Friseur
- Barrett, John (* 1958), kanadischer Eishockeyspieler
- Barrett, John Edward (1928–2023), australischer Australian-Rules-Football-Spieler
- Barrett, John Gilbert (* 1952), US-amerikanischer Kampfsportler, Stuntman und Schauspieler
- Barrett, Judi (* 1941), US-amerikanische Autorin von Bilderbüchern für Kinder
- Barrett, K. K. (* 1952), US-amerikanischer Szenenbildner
- Barrett, Kedron (* 1961), US-amerikanischer Maler
- Barrett, Kym (* 1965), australische Kostümbildnerin
- Barrett, Larry (1955–2014), US-amerikanischer Country-Musiker und Songwriter
- Barrett, Lawrence (1838–1891), US-amerikanischer Schauspieler
- Barrett, Lida (1927–2021), US-amerikanische Mathematikerin und Hochschullehrerin
- Barrett, Lisa Feldman (* 1963), kanadisch-amerikanische Psychologin, Neurowissenschaftlerin und Hochschullehrerin
- Barrett, Majel (1932–2008), US-amerikanische SchauspielerinMajel Barrett (1932–2008)

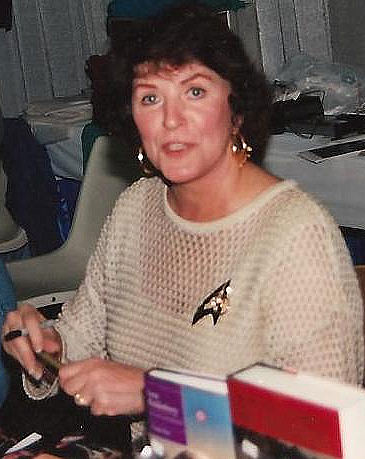
Majel Barrett (1932–2008)

- Barrett, Malcolm (* 1980), US-amerikanischer Schauspieler
- Barrett, Marcia (* 1948), jamaikanische Sängerin, Mitglied der Popgruppe Boney M.
- Barrett, Marjorie (1889–1968), englische Badmintonspielerin
- Barrett, Marlyne (* 1978), US-amerikanische Schauspielerin
- Barrett, Matthew (* 1982), US-amerikanischer anglikanischer Theologe
- Barrett, Meredith A. (* 1980), US-amerikanische Ökologin und Primatologin
- Barrett, Michael (1927–2006), irischer Politiker
- Barrett, Michael (* 1970), US-amerikanischer Kameramann
- Barrett, Michèle (* 1949), britische Soziologin
- Barrett, Monte (* 1971), US-amerikanischer Boxer
- Barrett, Neal jr. (1929–2014), US-amerikanischer Science-Fiction-Autor
- Barrett, Nessa (* 2002), US-amerikanische Sängerin
- Barrett, Norman Rupert (1903–1979), britischer Chirurg
- Barrett, Olivia-Mai (* 1996), britische Schauspielerin
- Barrett, Paul, britischer Schauspieler
- Barrett, Paul M (* 1971), britischer Paläontologe
- Barrett, Peter (1935–2000), US-amerikanischer Segler, Professor für Wirtschaftsrecht
- Barrett, Priscilla (* 1944), südafrikanisch-britische Wildtierillustratorin
- Barrett, R. J. (* 2000), kanadischer BasketballspielerR. J. Barrett (* 2000)

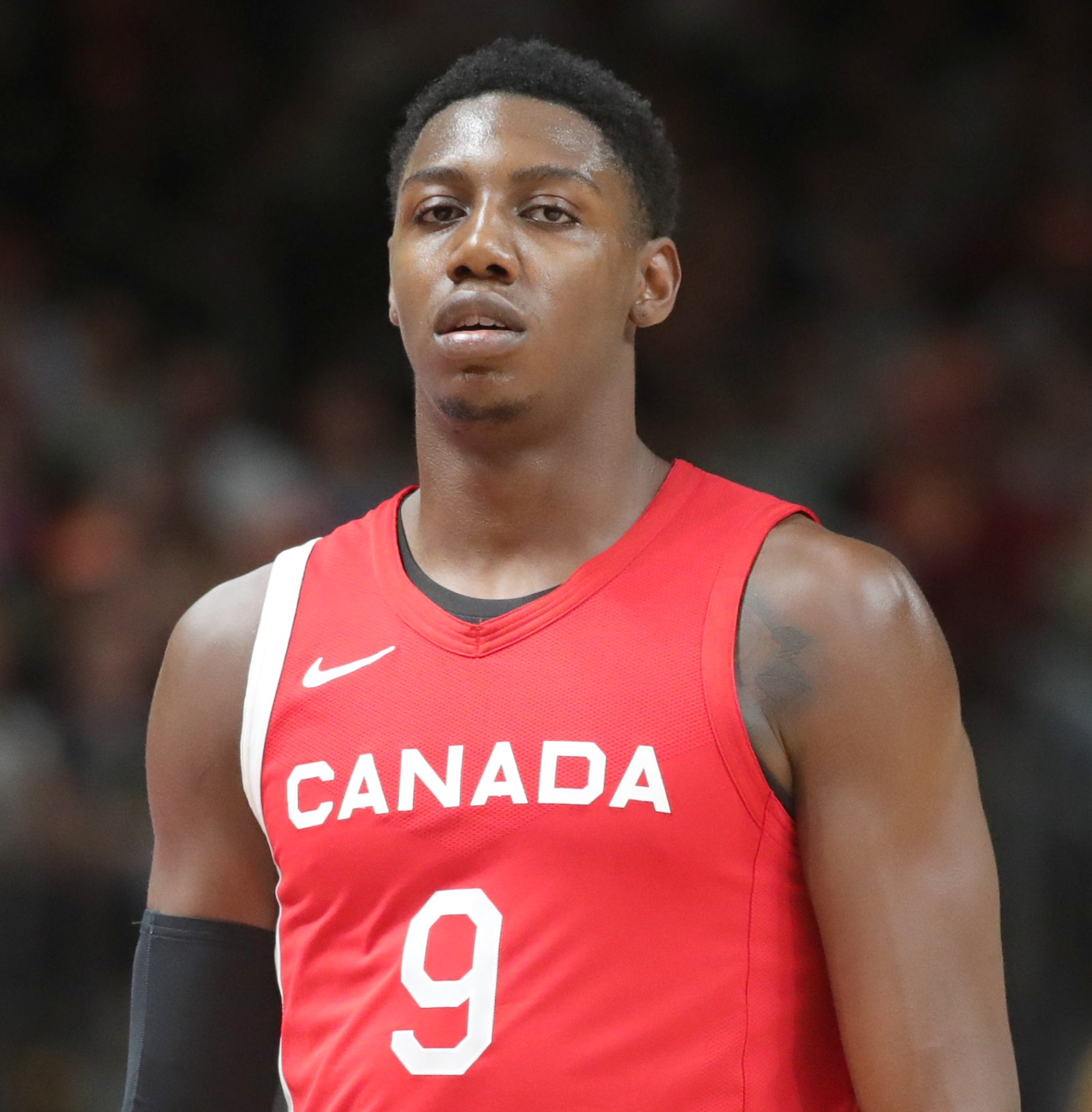
R. J. Barrett (* 2000)

- Barrett, Rachel (1874–1953), walisisch-britische Suffragette und Zeitungsherausgeberin
- Barrett, Rafael (1876–1910), spanischer Essayist
- Barrett, Ray (1927–2009), australischer Schauspieler
- Barrett, Richard (1933–2006), US-amerikanischer Rhythm-and-Blues-Produzent, Songwriter und Dirigent
- Barrett, Richard (* 1959), britischer Komponist und Improvisationsmusiker
- Barrett, Richard Boyd (* 1968), irischer Politiker (People Before Profit Alliance)Richard Boyd Barrett (* 1968)

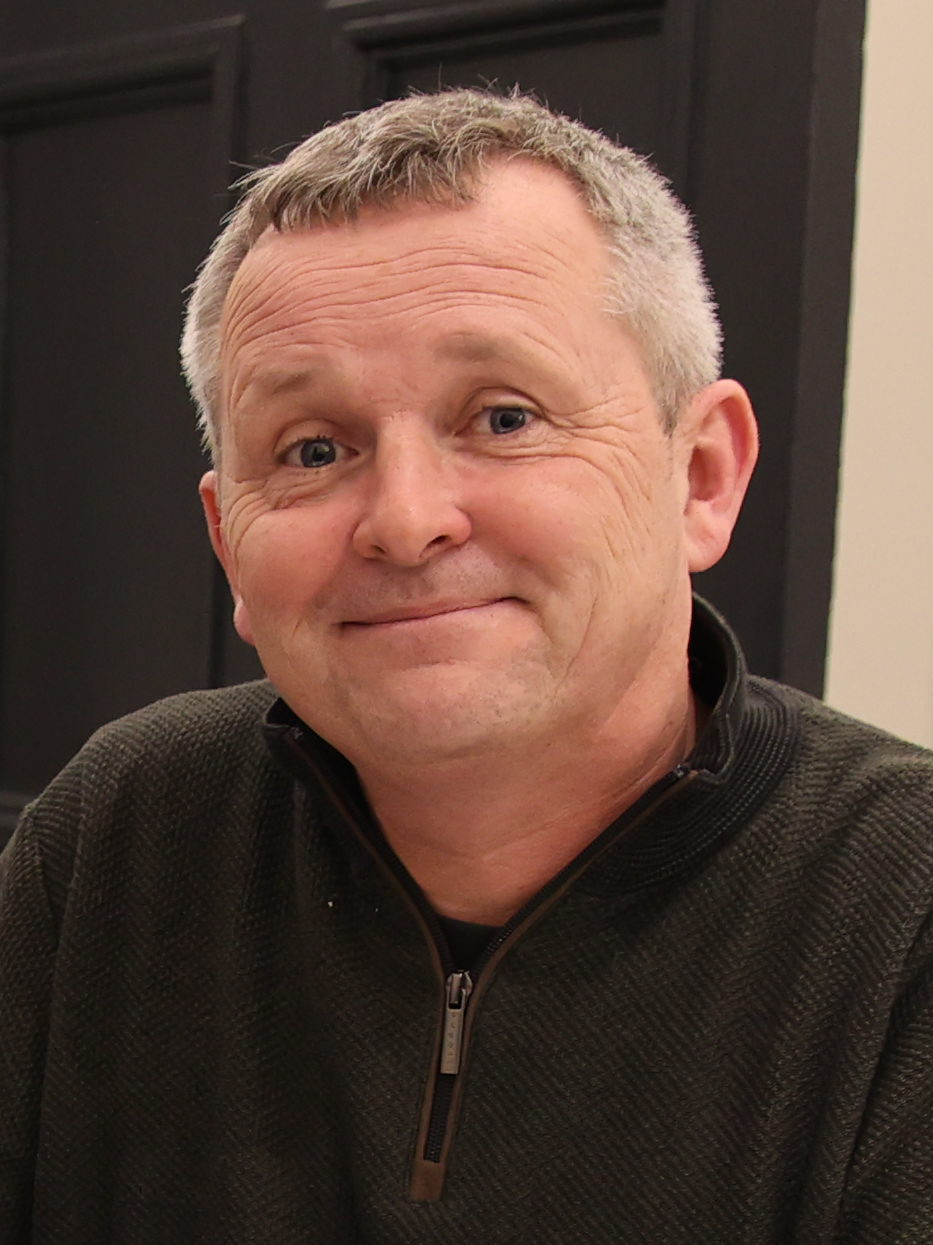
Richard Boyd Barrett (* 1968)

- Barrett, Ron (* 1937), US-amerikanischer Illustrator und Künstler
- Barrett, Rowan (* 1972), kanadischer Basketballspieler und -funktionär
- Barrett, Sam C., US-amerikanischer Offizier, Generalleutnant der US Air Force
- Barrett, Scott (* 1983), kanadischer Skirennläufer
- Barrett, Seán (* 1944), irischer Politiker
- Barrett, Shaquil (* 1992), US-amerikanischer American-Football-Spieler
- Barrett, Simon (* 1978), US-amerikanischer Schauspieler, Drehbuchautor, Regisseur und Filmproduzent
- Barrett, Spencer Charles Hilton (* 1948), britisch-kanadischer Evolutionsbiologe und Botaniker
- Barrett, Stan (* 1943), US-amerikanischer Rennfahrer, Stuntman, Stunt-Koordinator und Schauspieler
- Barrett, Stephen (1913–1976), irischer Politiker
- Barrett, Stephen Jeremy (* 1931), britischer Botschafter
- Barrett, Sweet Emma (1897–1983), US-amerikanische Pianistin und Sängerin des New Orleans Jazz
- Barrett, Syd (1946–2006), britischer Gitarrist, Sänger und Songwriter (Komponist)Syd Barrett (1946–2006)

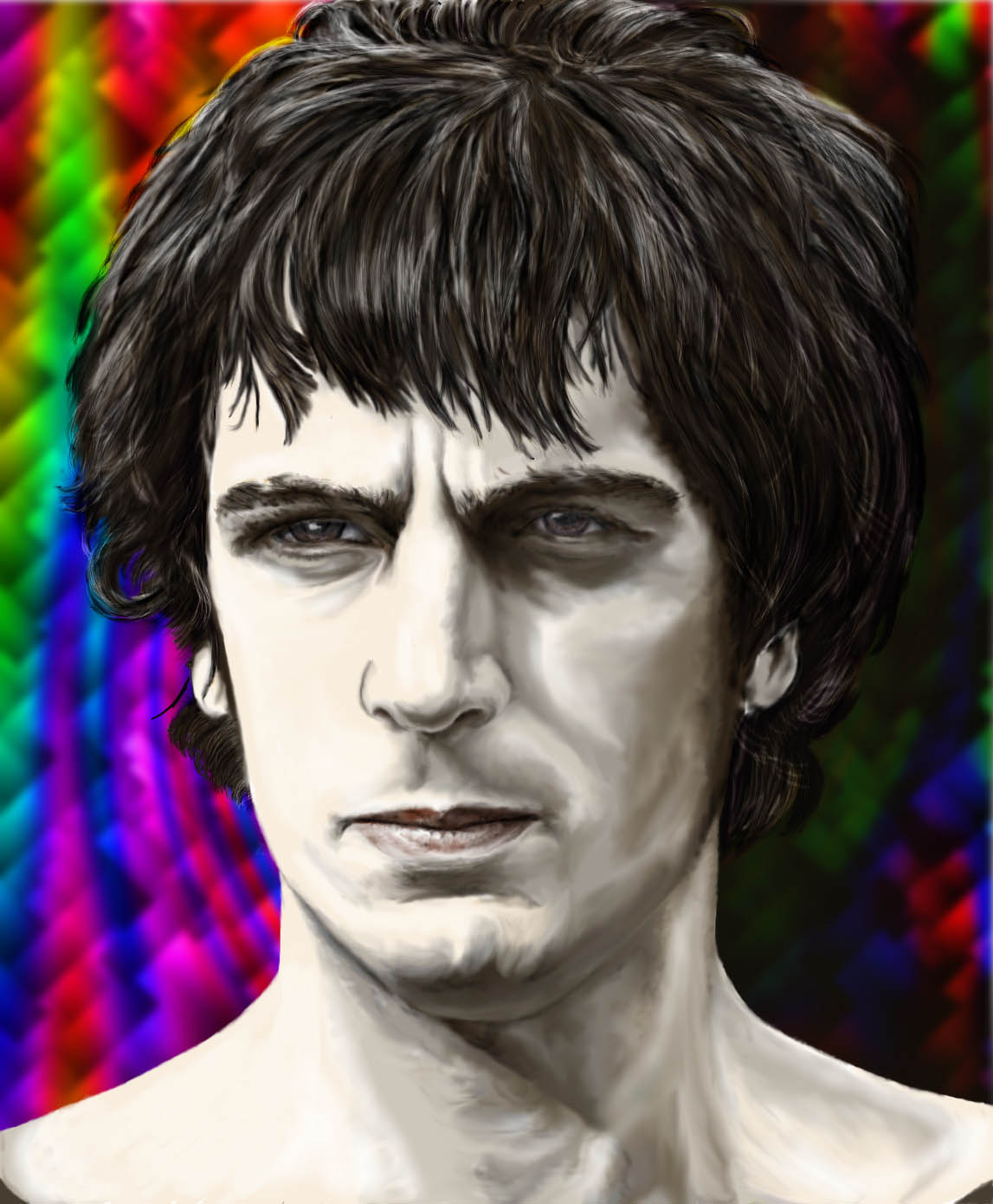
Syd Barrett (1946–2006)

- Barrett, Sylvester (1926–2002), irischer Politiker, MdEP
- Barrett, Tim (* 1948), bahamaischer Dreispringer
- Barrett, Tom (* 1953), US-amerikanischer Politiker der Demokratischen Partei
- Barrett, Tom (* 1981), US-amerikanischer Politiker
- Barrett, Victoria (* 1957), US-amerikanische Schauspielerin und Filmschaffende
- Barrett, Wade (* 1980), britischer Wrestler und Schauspieler
- Barrett, William A. (1896–1976), US-amerikanischer Politiker
- Barrett, William E. (1900–1986), US-amerikanischer Schriftsteller
- Barrett, William Emerson (1858–1906), US-amerikanischer Politiker
- Barrett, William F. (1844–1925), englischer Physiker
- Barrett, William Spencer (1914–2001), britischer Gräzist
- Barrett-Hamilton, Gerald Edwin Hamilton (1871–1914), irisch-britischer Zoologe und Meeresbiologe
- Barretta, Bill (* 1964), US-amerikanischer Puppenspieler, Schauspieler, Synchronsprecher, Filmproduzent, Filmregisseur und Drehbuchautor
- Barrette, Antonio (1899–1968), kanadischer Politiker und Diplomat, Premierminister von Québec
- Barrette, Hugo (* 1991), kanadischer Bahnradsportler
- Barrette, Maurice (1956–2018), kanadischer Eishockeytorwart
- Barretto, Barthol (* 1961), indischer römisch-katholischer Geistlicher, Bischof von Nashik
- Barretto, Carlos (* 1957), portugiesischer Jazzmusiker (Kontrabass, Komposition)
- Barretto, Christopher (* 1985), US-amerikanischer Sänger und Saxophonist
- Barretto, Ray (1929–2006), US-amerikanischer Jazz-Musiker

#### Barrey
- Barrey, Fernande (1893–1960), französische Prostituierte, Modell und Malerin
- Barrey, Natali (* 1967), deutsch-französische Filmeditorin

### Barri
- Barri, Barta (1911–2003), ungarisch-spanischer Schauspieler
- Barría Zuñiga, Daniel (* 1974), chilenischer Schachspieler
- Barrias, Félix-Joseph (1822–1907), französischer Historienmaler
- Barrias, José (1944–2020), portugiesischer Künstler
- Barrias, Louis-Ernest (1841–1905), französischer Bildhauer
- Barricelli, Michele (* 1966), deutscher Historiker und Geschichtsdidaktiker
- Barrichello, Rubens (* 1972), brasilianischer AutomobilrennfahrerRubens Barrichello (* 1972)

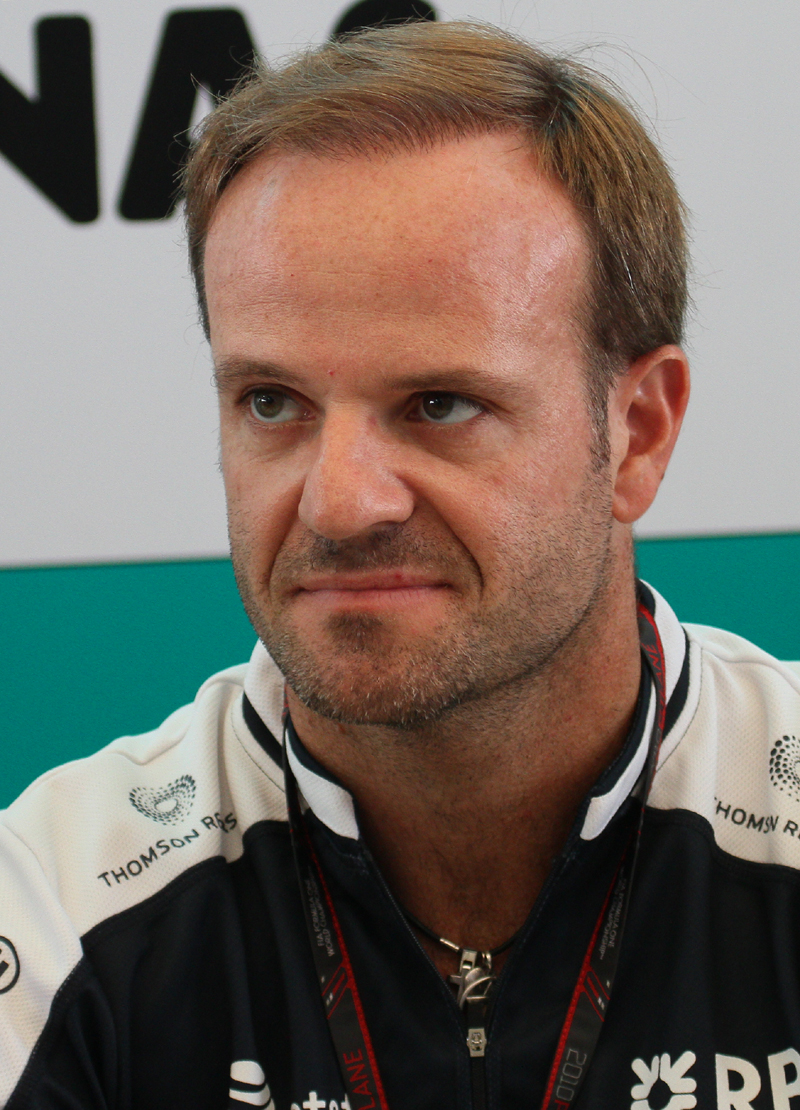
Rubens Barrichello (* 1972)

- Barrie, Aladji (* 1995), niederländischer Fußballspieler
- Barrie, Amanda (* 1935), britische Schauspielerin
- Barrie, Barbara (* 1931), US-amerikanische Schauspielerin und Kinderbuchautorin
- Barrie, George (1912–2002), US-amerikanischer Manager, Unternehmer, Filmproduzent und Filmkomponist
- Barrie, J. J. (* 1933), kanadischer Sänger und Songwriter
- Barrie, J. M. (1860–1937), schottischer Schriftsteller und DramatikerJ. M. Barrie (1860–1937)

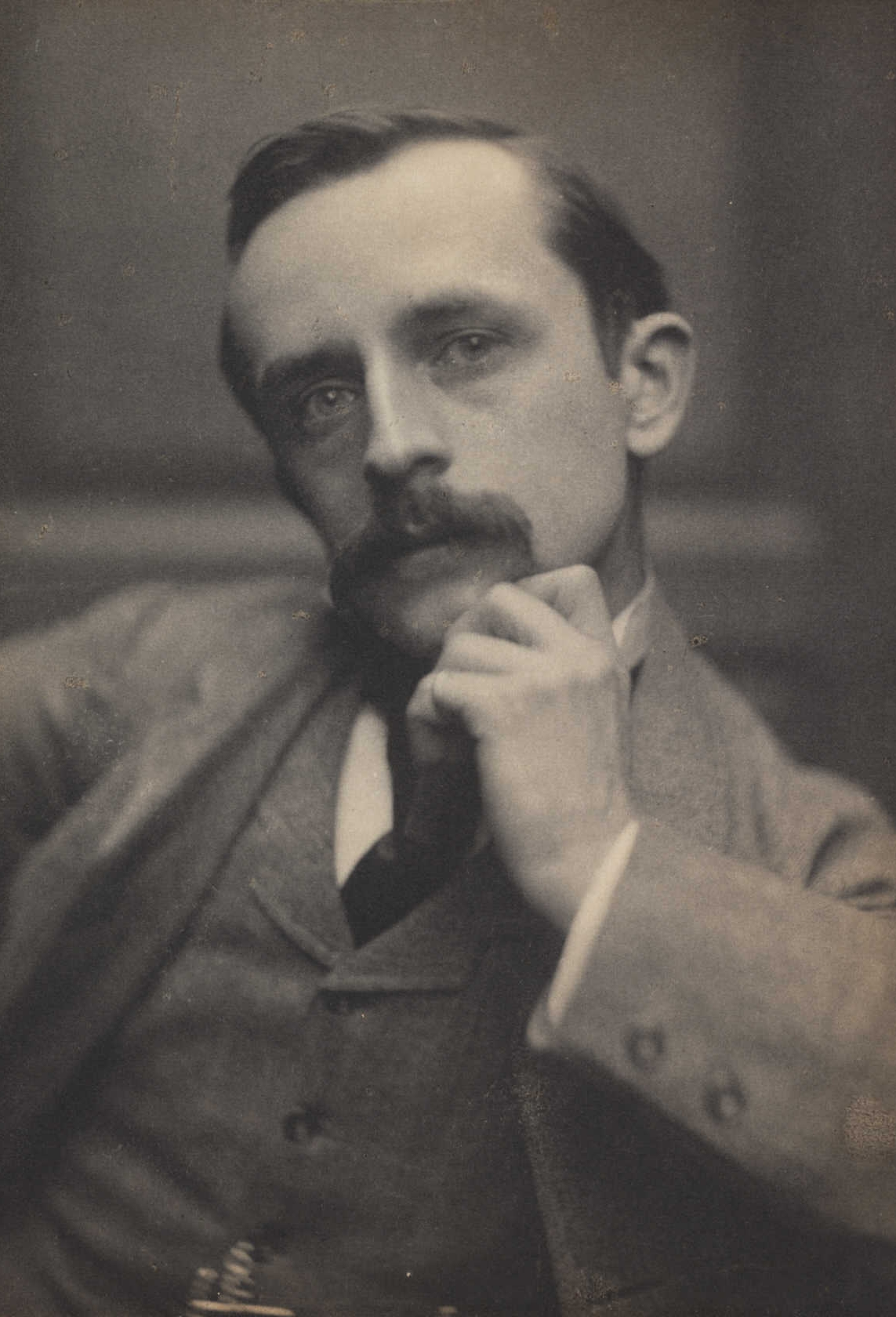
J. M. Barrie (1860–1937)

- Barrie, John (1924–1996), englischer English-Billiards- und Snookerspieler
- Barrie, Len (* 1969), kanadischer Eishockeyspieler
- Barrie, Maggie (* 1996), sierra-leonische Sprinterin
- Barrie, Mona (1909–1964), US-amerikanische Theater- und Filmschauspielerin
- Barrie, Nigel (1889–1971), britischstämmiger Schauspieler
- Barrie, Scott (* 1962), schottischer Politiker
- Barrie, Tyson (* 1991), kanadischer Eishockeyspieler
- Barrie, Wendy (1912–1978), britische Schauspielerin
- Barrientos Ortuño, René (1919–1969), bolivianischer Politiker, Präsident von Bolivien
- Barrientos, Baltasar Álamos de (1555–1640), spanischer Gelehrter
- Barrientos, Claudio (1936–1982), chilenischer Boxer
- Barrientos, Hugo (* 1977), argentinischer Fußballspieler
- Barrientos, Jaime (* 1980), chilenischer Fußballspieler
- Barrientos, Jean Pierre (* 1990), uruguayischer Fußballspieler
- Barrientos, José (1904–1945), kubanischer Sprinter
- Barrientos, Leonel (* 1965), chilenischer Fußballspieler
- Barrientos, Lope de (1382–1469), spanischer Geistlicher
- Barrientos, María (1884–1946), spanische Opernsängerin
- Barrientos, Natàlia (* 1996), spanische Schauspielerin
- Barrientos, Nicolás (* 1987), kolumbianischer Tennisspieler
- Barrientos, Pablo (* 1985), argentinischer Fußballspieler
- Barrientos, Raquel (* 1974), spanische Judoka
- Barrientos, René (* 1943), philippinischer Boxer
- Barrientos, Sebastián (* 1989), chilenischer Fußballspieler
- Barrientos, Sergio (* 1986), kolumbianischer Schachspieler
- Barrientos, Simone (* 1963), deutsche Verlegerin und Politikerin (SPD, Die Linke), MdB
- Barrier, Charles (1916–2009), französischer Drei-Sterne-Koch
- Barrier, Edgar (1907–1964), US-amerikanischer Schauspieler
- Barrier, Ella D. (1852–1945), US-amerikanische Pädagogin
- Barrier, Maurice (1932–2020), französischer Schauspieler
- Barrier, Ryan, US-amerikanischer Schauspieler
- Barrière, Alain (1935–2019), französischer SängerAlain Barrière (1935–2019)

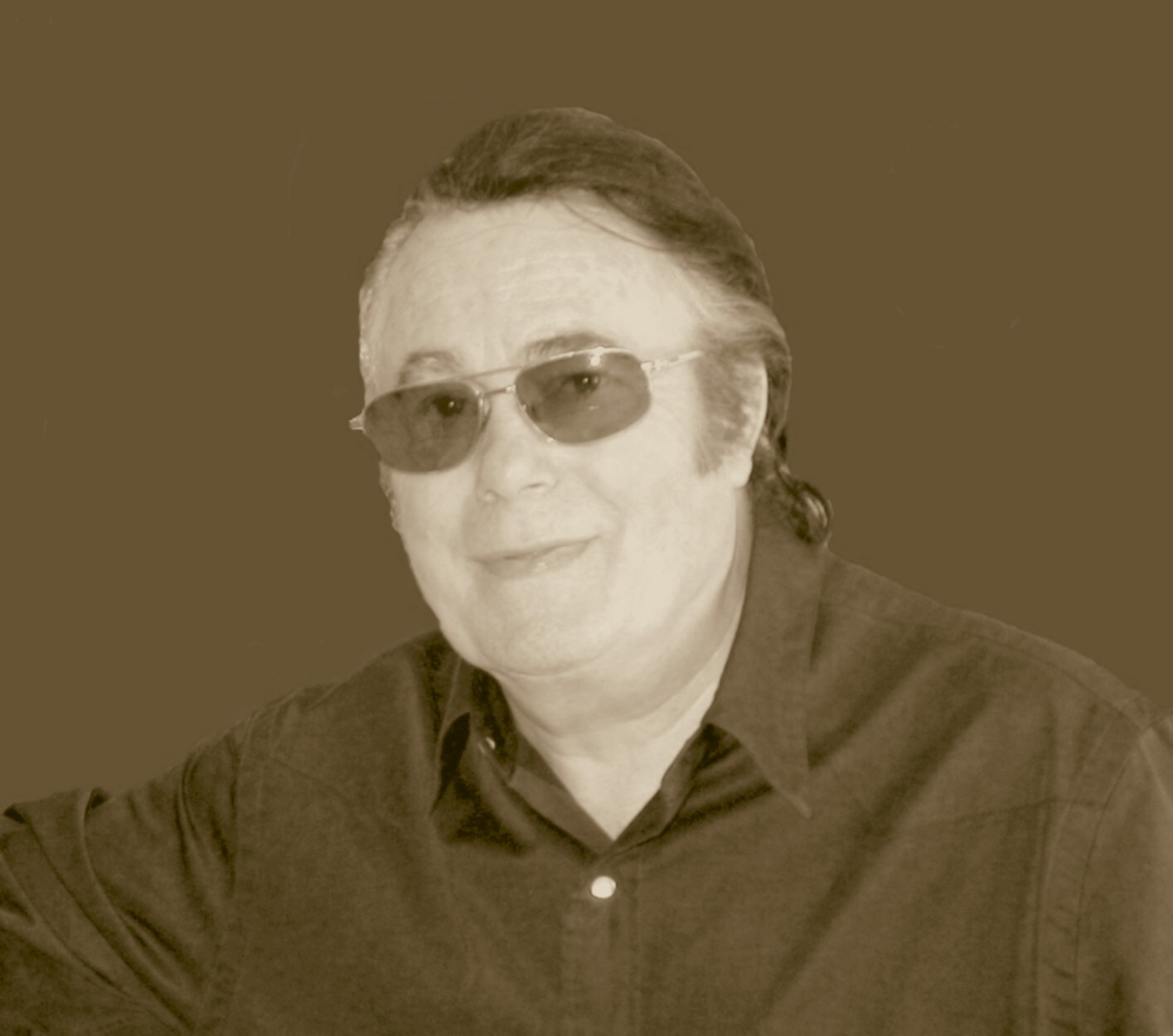
Alain Barrière (1935–2019)

- Barrière, Etienne Bernard (* 1748), französischer Violinist und Komponist der klassischen Epoche
- Barrière, Jean de la (1544–1600), französischer römisch-katholischer Geistlicher, Zisterzienser, Abt und Ordensgründer
- Barrière, Jean-Baptiste (1707–1747), französischer Cellist und Komponist
- Barrière, Jean-Baptiste (* 1958), französischer Komponist
- Barrière, Jean-François (1786–1868), französischer Schriftsteller
- Barrière, Mireille (* 1938), Schweizer Art-brut-Malerin
- Barriere, Pedro († 1827), mittelamerikanischer Politiker
- Barrière, Théodore († 1877), französischer Dramatiker
- Barriga, Gonzalo (* 1984), chilenischer Fußballspieler
- Barriga, Mark Anthony (* 1993), philippinischer Boxer
- Barrigah-Benissan, Nicodème Anani (1963–2024), burkinisch-togoischer Geistlicher und römisch-katholischer Erzbischof von Lomé
- Barrile, Angelo (* 1976), Schweizer Politiker (SP)Angelo Barrile (* 1976)

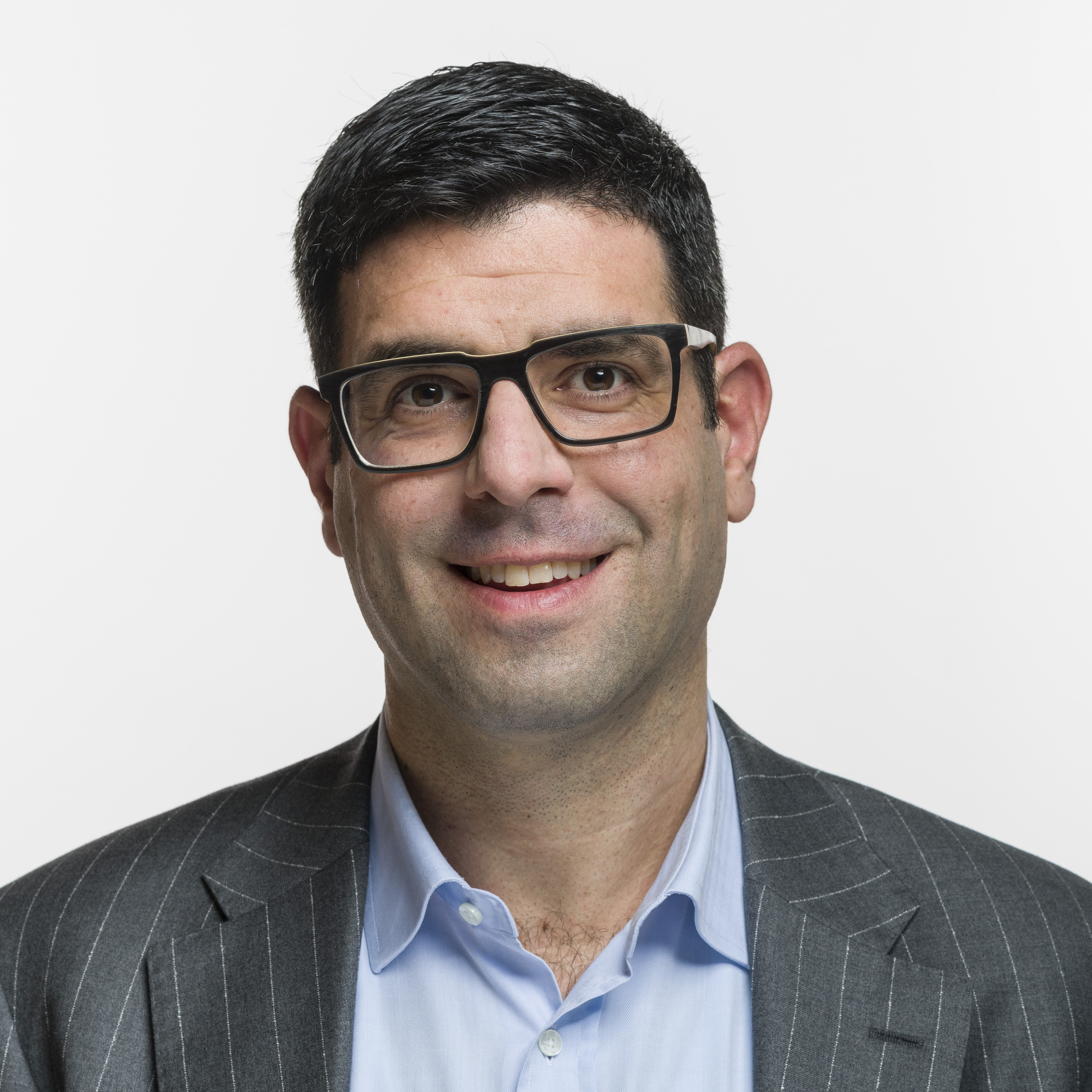
Angelo Barrile (* 1976)

- Barrili, Anton Giulio (1836–1908), italienischer Soldat, Journalist, Universitätsprofessor, Zeitungsherausgeber, Schriftsteller und Novellist
- Barringer, Anthony R. (1925–2009), kanadischer Geophysiker
- Barringer, Daniel (1860–1929), US-amerikanischer Geologe und Bergbauunternehmer
- Barringer, Daniel Laurens (1788–1852), US-amerikanischer Politiker
- Barringer, Daniel Moreau (1806–1873), US-amerikanischer Politiker
- Barringer, Emily (1876–1961), amerikanische Medizinerin
- Barringer, Rufus (1821–1895), Jurist, Politiker und General der Konföderierten Staaten im Amerikanischen Bürgerkrieg
- Barrington, Charles (1834–1901), irisch-englischer Kaufmann und Bergsteiger
- Barrington, Donal Patrick Michael (1928–2018), irischer Jurist und Richter
- Barrington, Ernest James William (1909–1985), britischer Zoologe und Endokrinologe
- Barrington, Joey (* 1980), englischer Squashspieler
- Barrington, Jonah (* 1941), irischer Squashspieler und Trainer
- Barrington, Margaret (1896–1982), irische Schriftstellerin und Journalistin
- Barrington, Nicholas John (1934–2016), britischer Diplomat
- Barrington, Sam (* 1990), US-amerikanischer American-Football-Spieler
- Barrington-Ward, Simon (1930–2020), britischer Theologe und Hochschullehrer; Bischof von Coventry
- Barrino, Fantasia (* 1984), US-amerikanische Sängerin
- Barrio Barrio, Isidro (* 1943), spanischer Geistlicher, römisch-katholischer Bischof von Huancavelica
- Barrio Barrio, Julián (* 1946), spanischer Geistlicher, emeritierter römisch-katholischer Erzbischof von Santiago de Compostela
- Barrio, Artur (* 1945), portugiesisch-brasilianischer Konzept-, Performance- und Installationskünstler
- Barrio, Blu del (* 1997), US-amerikanische Person, schauspielerisch tätigBlu del Barrio (* 1997)

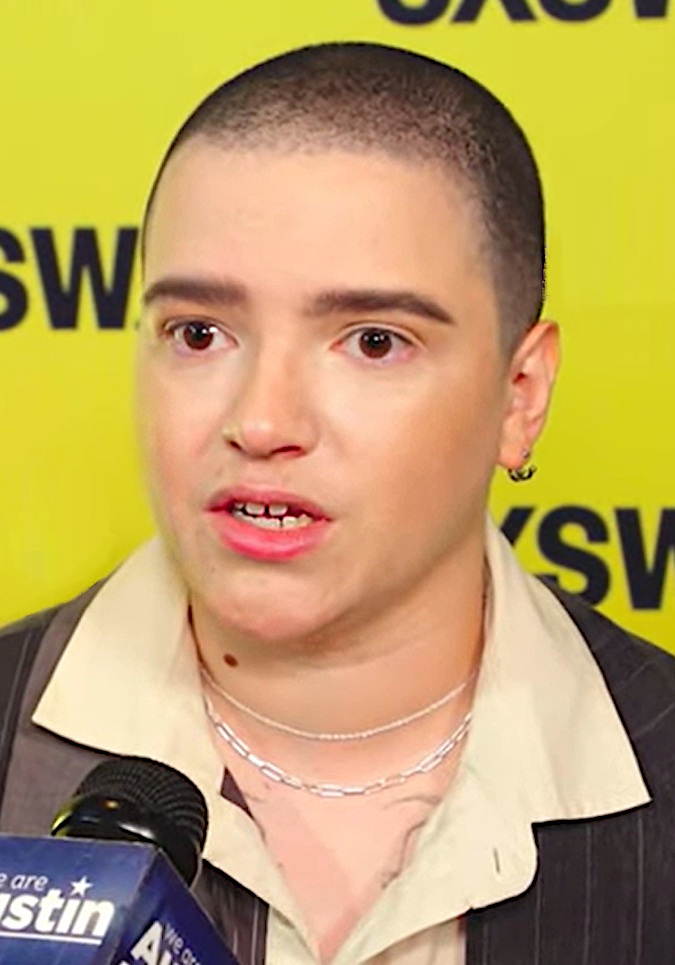
Blu del Barrio (* 1997)

- Barrio, Darío (1972–2014), spanischer Koch
- Barrio, Sonia (* 1969), spanische Hockeyspielerin
- Barrio, Teresa Jiménez-Becerril (* 1961), spanische Politikerin (Partido Popular), MdEP
- Barrio, Víctor (1987–2016), spanischer Torero
- Barriol, Jean (1909–1989), französischer Chemiker, Gründungsrektor der Universität des Saarlandes
- Barrion, Adelina (1951–2010), philippinische Entomologin und Genetikerin
- Barrionuevo Ramírez, Waldo Rubén (1967–2022), bolivianischer römisch-katholischer Ordensgeistlicher, Apostolischer Vikar von Reyes
- Barrionuevo, Noel (* 1984), argentinische Hockeyspielerin
- Barrios Aguilar, Iris Yassmin (* 1962), guatemaltekische Strafrechtsexpertin und Gerichtspräsidentin
- Barrios Auyón, Justo Rufino (1835–1885), guatemaltekischer General und Präsident
- Barrios Pintos, Aníbal (1918–2011), uruguayischer Historiker
- Barrios Vera, Tomás (* 1997), chilenischer TennisspielerTomás Barrios Vera (* 1997)

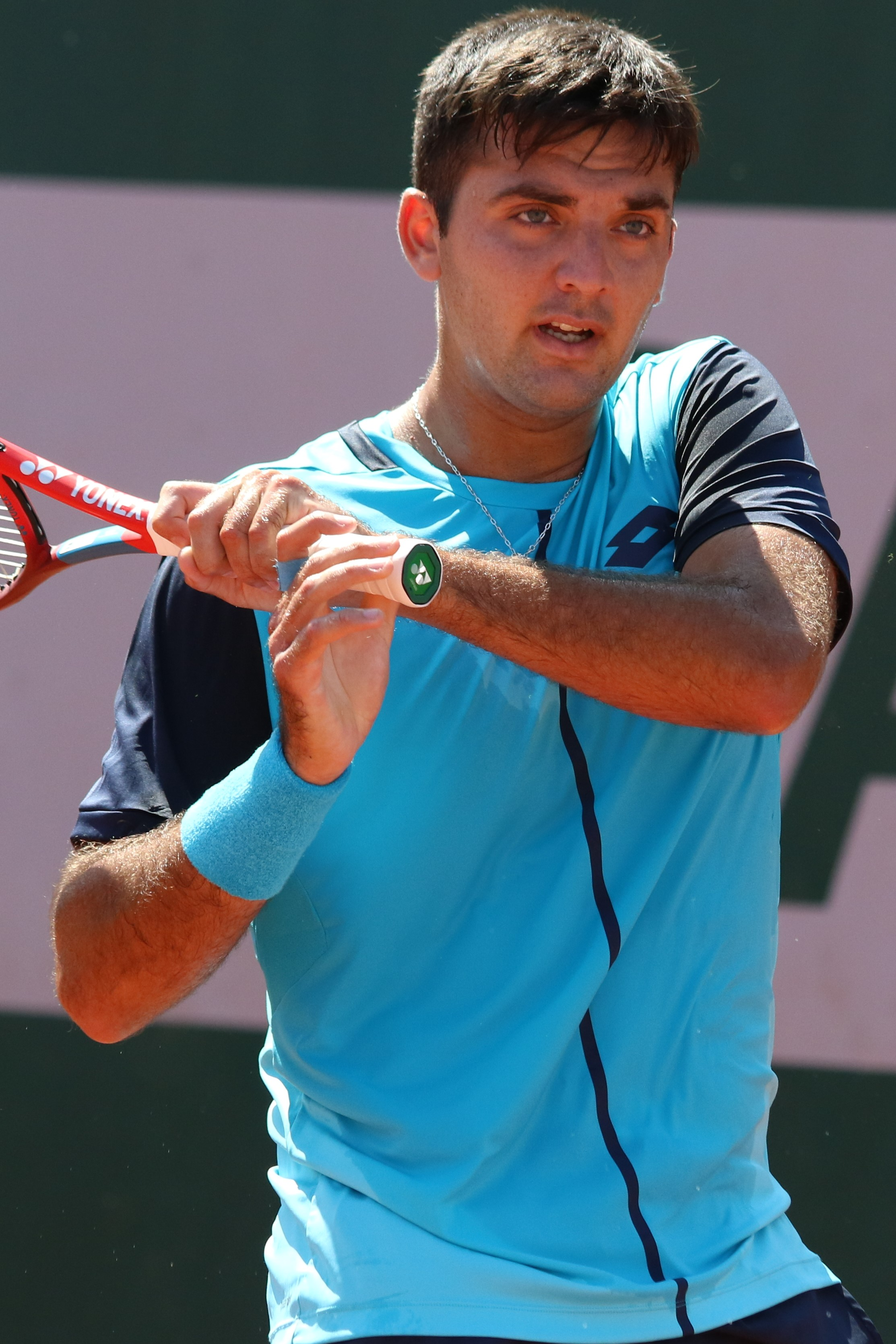
Tomás Barrios Vera (* 1997)

- Barrios y Morales, Aurelio (1880–1943), mexikanischer Komponist, Organist, Pianist und Musikpädagoge
- Barrios, Agustín (1885–1944), paraguayischer Gitarrist und Komponist
- Barrios, Anriquelis (* 1993), venezolanische Judoka
- Barrios, Antonio (* 1957), paraguayischer Arzt und Politiker, Minister sowie Senator
- Barrios, Artigas (1937–2022), uruguayischer Politiker
- Barrios, Arturo (* 1962), mexikanischer Langstreckenläufer
- Barrios, Domitila (1937–2012), bolivianische Menschenrechtlerin und Politikerin
- Barrios, Eduardo (1884–1963), chilenischer Erzähler und Dramatiker
- Barrios, Gerardo (1813–1865), Politiker in El Salvador
- Barrios, Gustavo (* 1996), kolumbianischer Leichtathlet
- Barrios, Harald (* 1961), deutscher Politikwissenschaftler
- Barrios, Ignacio (* 1992), uruguayischer Fußballspieler
- Barrios, Jorge (* 1961), uruguayischer Fußballspieler
- Barrios, Jorge Rodrigo (* 1976), argentinischer Boxer im Superfedergewicht und Normalausleger
- Barrios, Juan Luis (* 1983), mexikanischer Mittel- und Langstreckenläufer
- Barrios, Lucas (* 1984), paraguayisch-argentinischer Fußballspieler
- Barrios, Lucho (1935–2010), peruanischer Musiker und Sänger
- Barrios, Michael (* 1991), kolumbianischer Fußballspieler
- Barrios, Miguel de (1635–1701), spanisch-jüdischer Dichter und Historiker
- Barrios, Pablo (* 1964), venezolanischer Springreiter
- Barrios, Pablo (* 2003), spanischer FußballspielerPablo Barrios (* 2003)

Pablo Barrios (* 2003)

- Barrios, Próspero (* 1922), uruguayischer Radrennfahrer
- Barrios, Vicente (1825–1868), paraguayischer General und Politiker
- Barrios, Wilmar (* 1993), kolumbianischer Fußballspieler
- Barrios, Yarelys (* 1983), kubanische Diskuswerferin
- Barris, Alex (1922–2004), kanadischer Showmaster und Drehbuchautor
- Barris, Chuck (1929–2017), US-amerikanischer Produzent, Moderator und Songwriter
- Barris, Harry (1905–1962), amerikanischer Jazzmusiker (Piano, Gesang, Komposition) und Filmschauspieler
- Barris, Kenya (* 1974), US-amerikanischer Drehbuchautor, Produzent und Schauspieler
- Barriscale, Bessie (1884–1965), US-amerikanische Schauspielerin
- Barrison, Gertrude (1880–1946), dänische Tänzerin, Sängerin und Schauspielerin
- Barrita, José († 2001), argentinischer Fußballfan und Anführer der Gruppierung La 12
- Barritt, Ron (1919–2004), englischer Fußballspieler
- Barritza, Karen (* 1992), dänische Tennisspielerin
- Barrix, Billy (1937–2013), US-amerikanischer Country- und Rockabilly-Musiker

### Barro
- Barro, Andrea (1931–2018), italienischer Radrennfahrer
- Barro, Robert J. (* 1944), US-amerikanischer Wirtschaftswissenschaftler
- Barroca (* 1986), portugiesischer Fußballtorwart
- Barroeta Baca, Rafael (1813–1880), zentralamerikanischer Präsident
- Barroeta y Castilla, Rafael (1766–1826), zentralamerikanischer Präsident
- Barrois, Charles (1851–1939), französischer Geologe und Paläontologe
- Barrois, Kristina (* 1981), deutsche TennisspielerinKristina Barrois (* 1981)

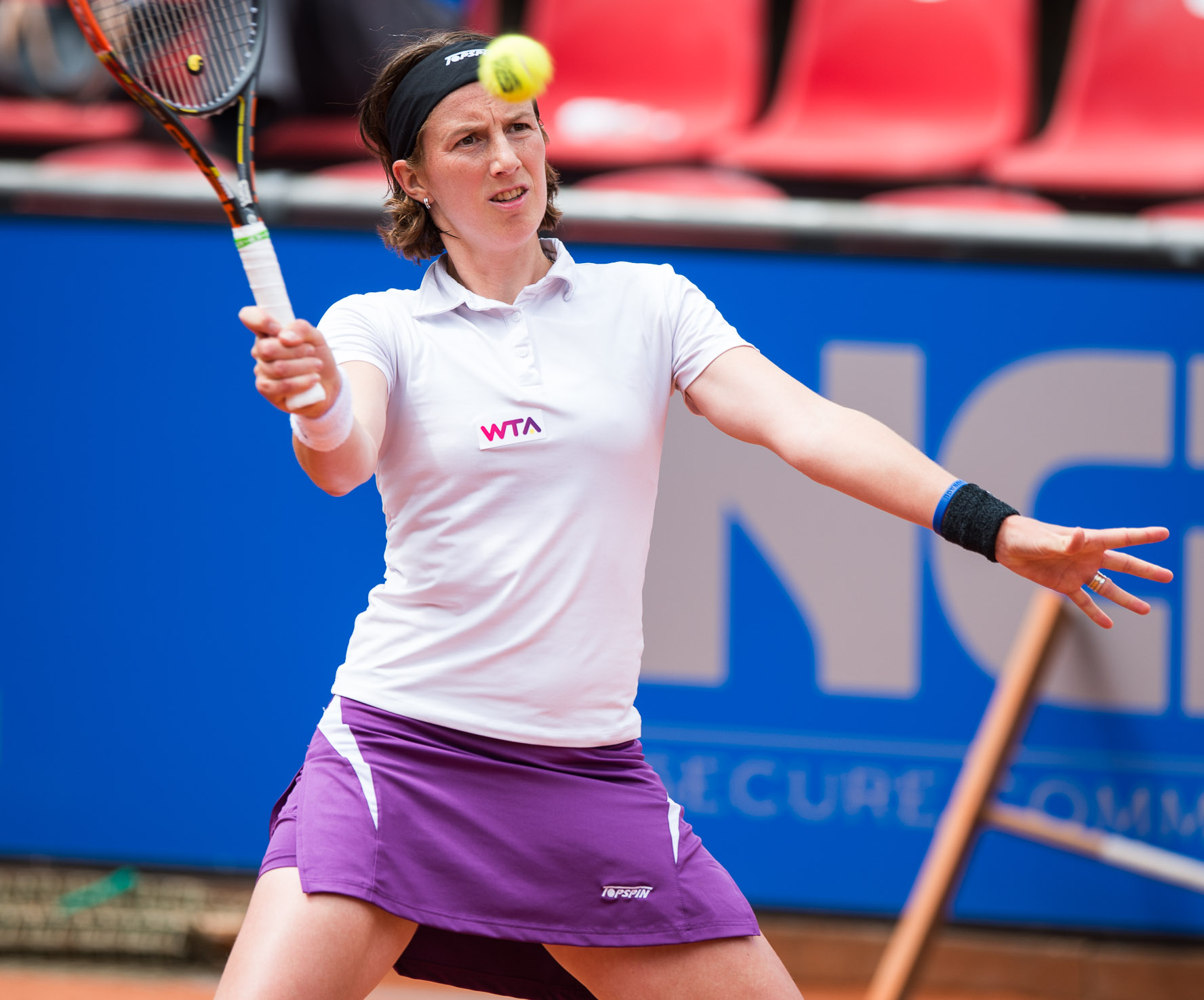
Kristina Barrois (* 1981)

- Barrois, Peter (1919–1988), deutscher Maler und Grafiker
- Barrois, Pierre (1774–1860), französischer Général de division
- Barrón González, Eduardo (1858–1911), spanischer Bildhauer des Eklektizismus
- Barron, Alex (* 1970), US-amerikanischer Automobilrennfahrer
- Barron, Alex (* 1993), britischer Jongleur
- Barron, Alexander Johnston (1880–1982), US-amerikanischer Anwalt
- Barron, Andy (* 1951), kanadischer Eisschnellläufer
- Barron, Andy (* 1980), neuseeländischer Fußballspieler
- Barron, Anne, irische Hochschullehrerin für anglistische Sprachwissenschaft
- Barron, Bebe (1925–2008), US-amerikanische Filmkomponistin, Pionierin der Elektronischen Musik
- Barron, Bill (1927–1989), US-amerikanischer Jazz-Saxophonist
- Barron, Blue († 2005), US-amerikanischer Musiker
- Barron, Connor (* 2002), schottischer Fußballspieler
- Barron, Craig (* 1961), US-amerikanischer Spezialeffekt- und Matte-Paiting-Künstler
- Barron, Dana (* 1966), US-amerikanische Fernseh- und FilmschauspielerinDana Barron (* 1966)

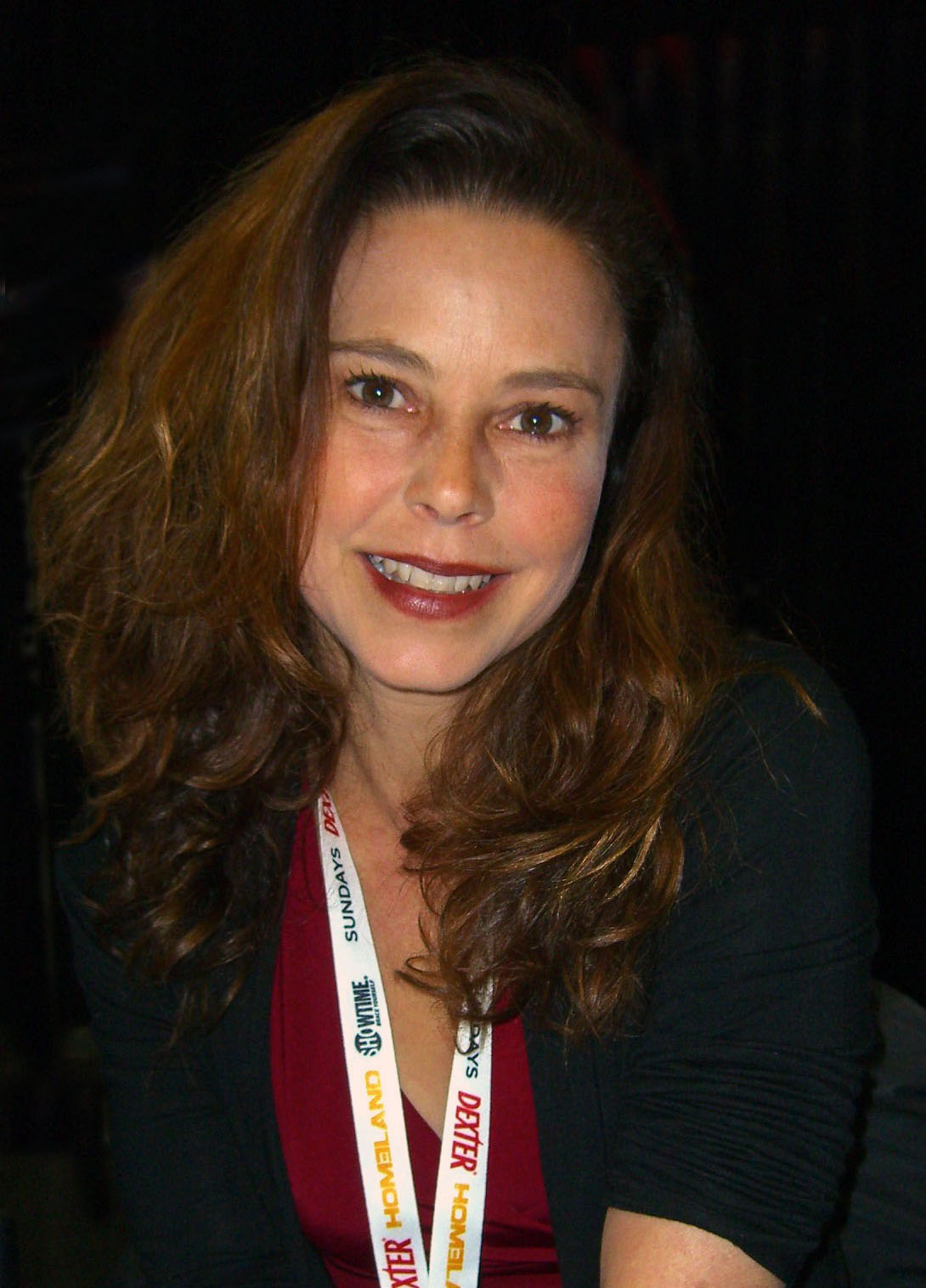
Dana Barron (* 1966)

- Barron, David (* 1954), britischer Filmproduzent, Executive Producer, Filmproduktionsleiter und Regieassistent
- Barron, David J. (* 1967), US-amerikanischer Jurist
- Barron, Farid (* 1971), amerikanischer Jazzpianist
- Barron, Fleur, Opernsängerin (Mezzosopran)
- Barron, Gayle (* 1945), US-amerikanische Marathonläuferin
- Barron, Harold (1894–1978), US-amerikanischer Leichtathlet
- Barron, Harry (1847–1921), britischer Generalmajor, Gouverneur von Tasmanien und Western Australia
- Barron, Jaylen (* 1998), US-amerikanische Schauspielerin und Model
- Barron, John (1930–2005), US-amerikanischer Journalist
- Barron, John Penrose (1934–2008), britischer Gräzist, Klassischer Archäologe und Numismatiker sowie Master des St Peter’s College, Oxford
- Barron, Jonathan (* 1937), englischer Snookerspieler
- Barron, Joseph († 1968), irischer Politiker
- Barron, Justin (* 2001), kanadischer Eishockeyspieler
- Barron, Kayla (* 1987), US-amerikanische Astronautin
- Barron, Keith (1934–2017), britischer Schauspieler
- Barron, Kenny (* 1943), US-amerikanischer Jazz-Pianist
- Barron, Kevin (* 1946), britischer Politiker (Labour), Abgeordneter im britischen Unterhaus
- Barron, Laird (* 1970), US-amerikanischer Schriftsteller
- Barron, Lonnie (1931–1957), US-amerikanischer Country- und Rockabilly-Sänger
- Barron, Peter-James (* 1989), irischer Skilangläufer
- Barron, Robert (1736–1794), britischer Erfinder
- Barron, Robert (* 1959), US-amerikanischer römisch-katholischer Geistlicher, Publizist und Bischof von Winona-RochesterRobert Barron (* 1959)

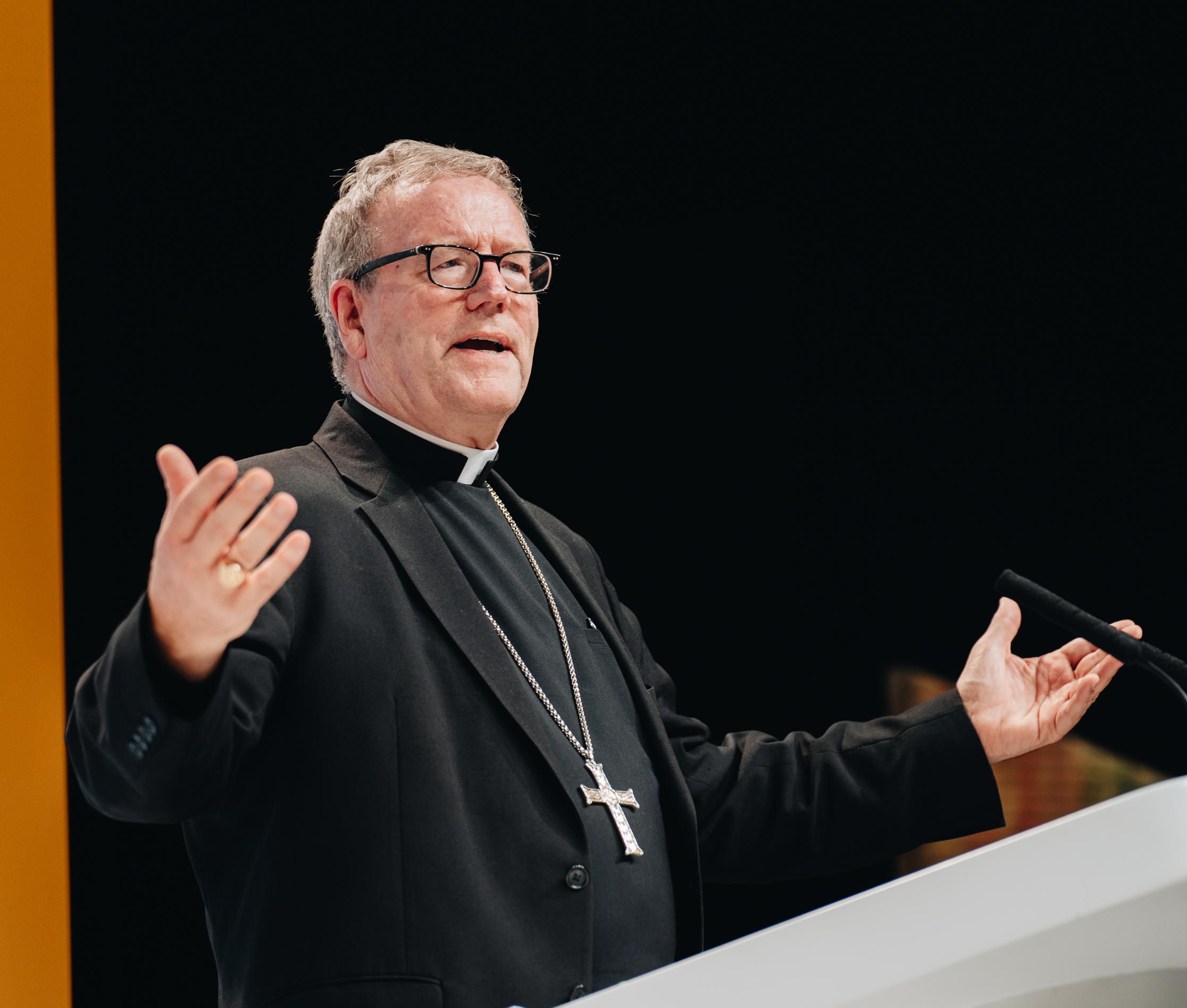
Robert Barron (* 1959)

- Barron, Scott (* 1974), irischer Tennisspieler
- Barron, Stephanie (* 1950), US-amerikanische Kuratorin
- Barron, Steve (* 1956), irischer Regisseur und Filmproduzent
- Barron, Thom (* 1971), deutscher Pornodarsteller
- Barron, Thomas A. (* 1952), US-amerikanischer Jugendbuchautor
- Barron, William Wallace (1911–2002), US-amerikanischer Politiker
- Barron, Zelda (1929–2006), britische Filmproduzentin, Drehbuchautorin und Regisseurin
- Barrondo, Bernardo (* 1993), guatemaltekischer Leichtathlet
- Barrondo, Erick (* 1991), guatemaltekischer Geher
- Barrondo, José Alejandro (* 1996), guatemaltekischer Leichtathlet
- Barros Arana, Diego (1830–1907), chilenischer Historiker und Geschichtsschreiber
- Barros Borgoño, Luis (1858–1943), chilenischer Politiker
- Barros Câmara, Jaime de (1894–1971), brasilianischer Geistlicher, römisch-katholischer Erzbischof von Rio de Janeiro, Kardinal
- Barros Madrid, Juan (* 1956), chilenischer Geistlicher und emeritierter römisch-katholischer Bischof von Osorno
- Barros Paulino, Pablo de (* 1989), brasilianischer Fußballspieler
- Barros Schelotto, Guillermo (* 1973), argentinischer Fußballspieler
- Barros Sierra, Javier (1915–1971), mexikanischer Ingenieur und Politiker; Rektor der UNAM
- Barros, Alberto Jr., kolumbianischer Schauspieler, Filmschaffender und Sänger
- Barros, Alejandra (* 1971), mexikanische Schauspielerin
- Barros, Alex (* 1970), brasilianischer Motorradrennfahrer
- Barros, Ana Beatriz (* 1982), brasilianisches Model
- Barros, André (* 1984), portugiesischer Pianist und Filmkomponist
- Barros, Benevides Correia (* 1968), osttimoresischer Anwalt und Journalist
- Barros, Braian De (* 1985), uruguayischer Fußballspieler
- Barros, Bruno de (* 1987), brasilianischer Sprinter
- Barros, Carmen (1925–2023), chilenische Sängerin, Schauspielerin und Komponistin
- Barros, Cássio Alves de (* 1970), brasilianischer Fußballspieler
- Barros, Cristovão (* 1972), osttimoresischer Politiker
- Barros, Dana (* 1967), US-amerikanischer Basketballspieler
- Barros, Domitila (* 1984), deutsche Schönheitskönigin aus BrasilienDomitila Barros (* 1984)

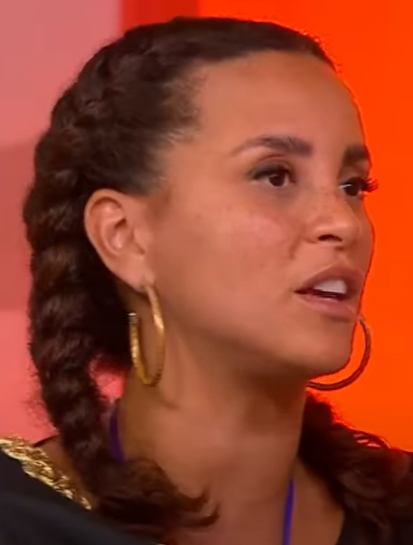
Domitila Barros (* 1984)

- Barros, Esmeralda (1944–2019), brasilianische Schauspielerin
- Barros, Etson (* 2001), portugiesischer Hindernisläufer
- Barros, Gustavo (* 1997), uruguayischer Fußballspieler
- Barros, Henrique de (1904–2000), portugiesischer Politiker (PS), Agraringenieur und Hochschullehrer
- Barros, Hermes da Rosa Correia, osttimoresischer Politiker
- Barros, João de (1496–1570), portugiesischer Historiker
- Barros, João Petra de (1914–1948), brasilianischer Sänger
- Barros, João Ribeiro de (1900–1947), brasilianischer Pilot
- Barros, Jonathan Victor (* 1984), argentinischer Boxer
- Barros, José Benito (1915–2007), kolumbianischer Komponist
- Barros, Juan (* 1989), peruanisch-kolumbianischer Fußballspieler
- Barros, Juninho (* 1996), brasilianischer Fußballspieler
- Barros, Junior (* 1993), brasilianisch-italienischer Fußballspieler
- Barros, Leila (* 1971), brasilianische Volleyballspielerin und Politikerin
- Barros, Manoel de (1916–2014), brasilianischer Schriftsteller und Lyriker
- Barros, Marisa (* 1980), portugiesische Marathonläuferin
- Barros, Pedro (* 1995), brasilianischer Skateboarder
- Barros, Rafael (1890–1972), chilenischer Agraringenieur, Ornithologe und Entomologe
- Barros, Rocío (* 1988), argentinische Handballspielerin
- Barros, Rovérsio Rodrigues de (* 1984), brasilianischer Fußballspieler
- Barros, Rui (* 1965), portugiesischer Fußballspieler und -trainer
- Barros, Rui Duarte de (* 1960), guinea-bissauischer Ökonom und Politiker
- Barros, Sergio, chilenischer Astronom
- Barros, Suzana (* 1983), kap-verdische Handballspielerin
- Barros, Zoila (* 1976), kubanische Volleyballnationalspielerin
- Barros-Lemez, Alvaro (1945–2004), uruguayischer Journalist, Essayist, Dozent und Verleger
- Barroso Campos, Alberto (* 1996), spanischer Tennisspieler
- Barroso Chávez, José (1925–2008), mexikanischer Geschäftsmann und Funktionär verschiedener sozialer und kultureller Institutionen
- Barroso Filho, Francisco (* 1928), brasilianischer Geistlicher, römisch-katholischer Altbischof von Oliveira
- Barroso, Ary (1903–1964), brasilianischer Komponist und Sänger
- Barroso, David (* 2001), spanischer Mittelstreckenläufer
- Barroso, Edgar (* 1977), mexikanischer Komponist
- Barroso, Francisco Manuel (1804–1882), brasilianischer Flottenoffizier
- Barroso, Graziela (1912–2003), brasilianische Biologin und Hochschullehrerin
- Barroso, José Manuel (* 1956), portugiesischer Unternehmensberater und ehemaliger Politiker, Präsident der Europäischen KommissionJosé Manuel Barroso (* 1956)

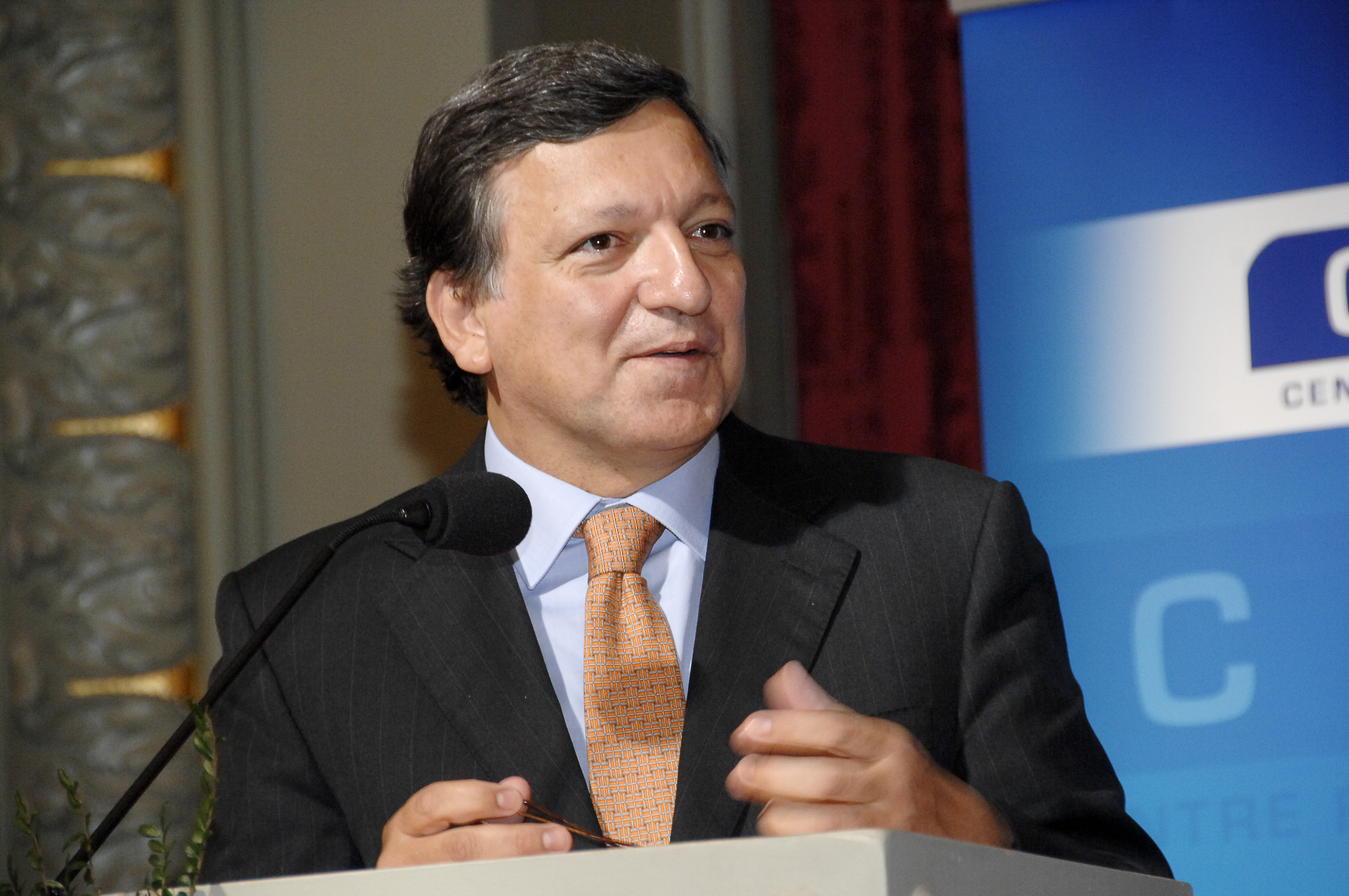
José Manuel Barroso (* 1956)

- Barroso, Julio (* 1985), argentinischer Fußballspieler
- Barroso, Maria (1925–2015), portugiesische Schauspielerin, Politikerin und Primeira-dama von Portugal
- Barroso, Mário (* 1947), portugiesischer Kameramann und Regisseur
- Barroso, Sergio (* 1946), kubanischer Komponist
- Barrot, Ferdinand (1806–1883), französischer Jurist und Politiker
- Barrot, Jacques (1937–2014), französischer Politiker (CDS, UDF, UMP), Mitglied der Nationalversammlung und EU-Kommissar
- Barrot, Jean-Noël (* 1983), französischer Politiker und MinisterJean-Noël Barrot (* 1983)

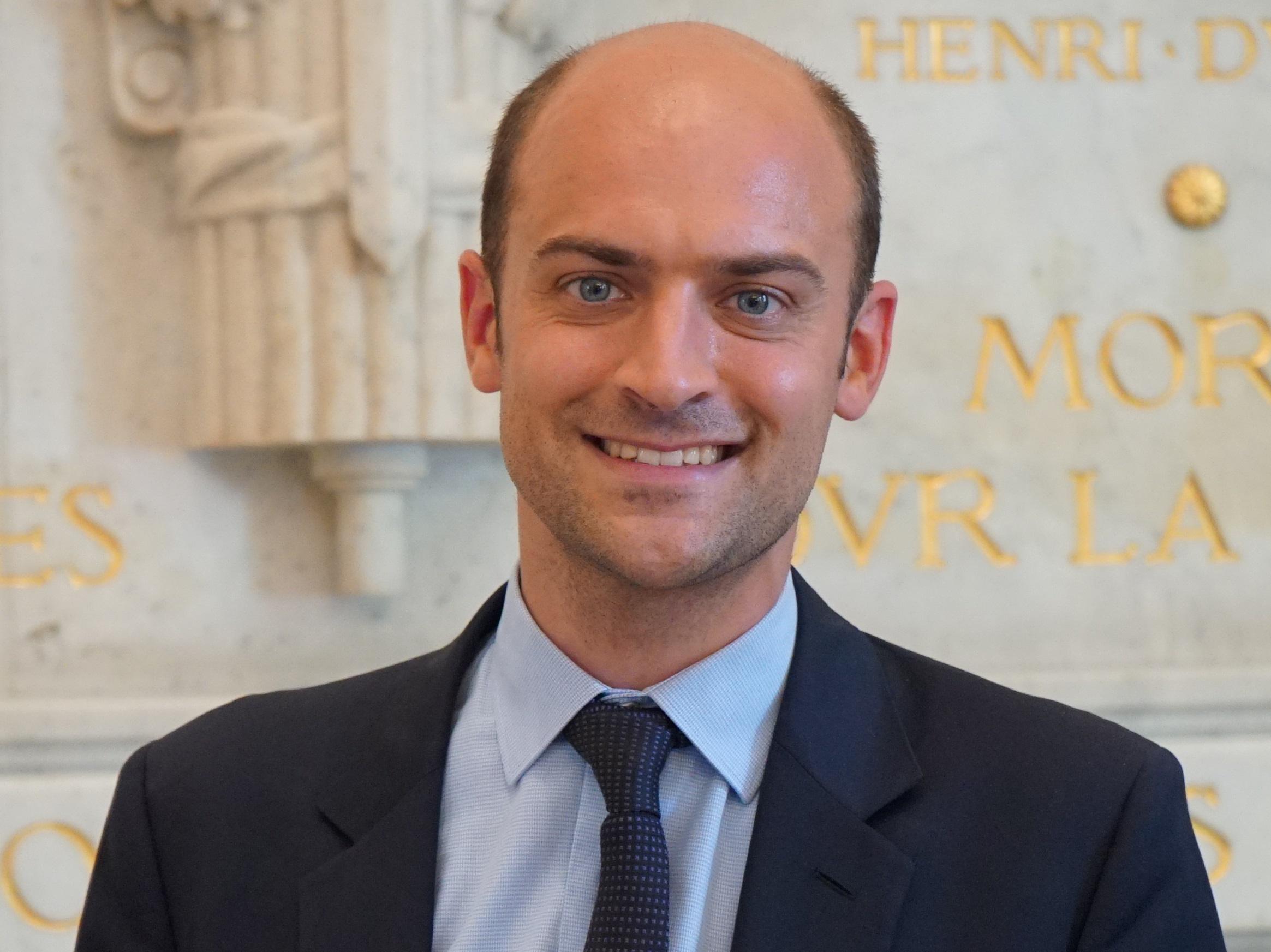
Jean-Noël Barrot (* 1983)

- Barrot, Odilon (1791–1873), französischer Politiker
- Barrou, Omar (1934–2015), malisch-französischer Fußballspieler
- Barrow, Adama (* 1965), gambischer Unternehmer, Politiker der United Democratic Party und gewählter Präsident von Gambia
- Barrow, Al (* 1968), englischer Bassist
- Barrow, Alexander (1801–1846), US-amerikanischer Politiker
- Barrow, Allen Edward (1914–1979), US-amerikanischer Jurist
- Barrow, Arthur (* 1952), US-amerikanischer Rockmusiker, Bassist
- Barrow, Clyde (1909–1934), US-amerikanischer Krimineller
- Barrow, Daniel (1909–1993), US-amerikanischer Ruderer
- Barrow, David Francis (1888–1970), US-amerikanischer Mathematiker
- Barrow, Dean (* 1951), belizischer Politiker und Anwalt
- Barrow, Ed (1868–1953), US-amerikanischer Baseballmanager und -funktionär
- Barrow, Errol Walton (1920–1987), barbadischer Politiker, Premierminister von Barbados
- Barrow, Geoffrey Wallis Steuart (1924–2013), britischer Historiker
- Barrow, George (1921–2013), US-amerikanischer Jazzmusiker
- Barrow, Isaac (1630–1677), englischer Mathematiker und TheologeIsaac Barrow (1630–1677)

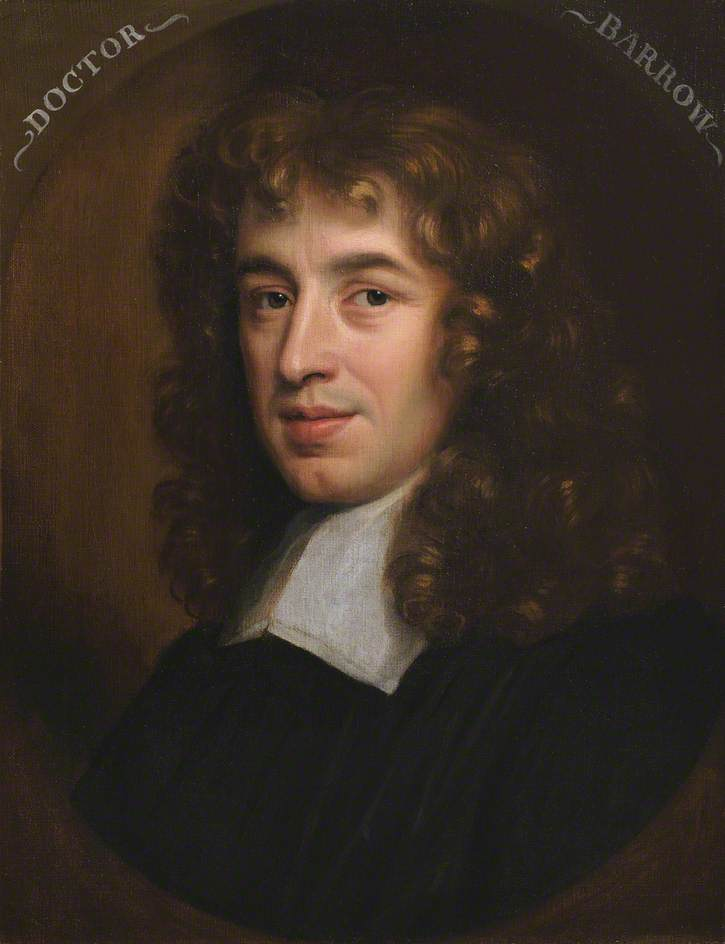
Isaac Barrow (1630–1677)

- Barrow, Jocelyn (1929–2020), britische Pädagogin, Aktivistin für Rassengleichheit
- Barrow, John (1764–1848), britischer Staatsbeamter und Geschichtsschreiber
- Barrow, John, englischer Fußballtrainer
- Barrow, John (* 1955), US-amerikanischer Politiker
- Barrow, John D. (1952–2020), britischer theoretischer Physiker
- Barrow, Julia (* 1956), britische Mittelalterhistorikerin
- Barrow, Kebba K. (* 1955), gambischer Politiker
- Barrow, Marjorie, kanadische Badmintonspielerin
- Barrow, Middleton P. (1839–1903), US-amerikanischer Politiker
- Barrow, Modou (* 1992), gambisch-schwedischer Fußballspieler
- Barrow, Musa (* 1998), gambischer Fußballspieler
- Barrow, Nita (1916–1995), barbadische Politikerin
- Barrow, Nuha (* 1993), gambischer Fußballspieler
- Barrow, Owaab (* 2001), katarischer Sprinter
- Barrow, Robert H. (1922–2008), US-amerikanischer General (USMC)
- Barrow, Sarah (* 1988), britische Wasserspringerin
- Barrow, Tony (1936–2016), britischer Pressesprecher der Beatles
- Barrow, Typh (* 1987), belgische Sängerin, Songwriterin und Pianistin
- Barrow, Washington (1807–1866), US-amerikanischer Politiker
- Barrow-Green, June (* 1953), britische Mathematikhistorikerin
- Barrowcliffe, Geoff (1931–2009), englischer Fußballspieler
- Barrowcliffe, Mark (* 1964), britischer Autor
- Barrowclough, Harold (1894–1972), neuseeländischer Anwalt, Generalmajor, Chief Justice von Neuseeland
- Barrowe, Henry († 1593), englischer Puritaner und Separatist
- Barrowman, Janet (1879–1955), schottisch-britische Suffragette
- Barrowman, John (* 1967), schottisch-amerikanischer EntertainerJohn Barrowman (* 1967)

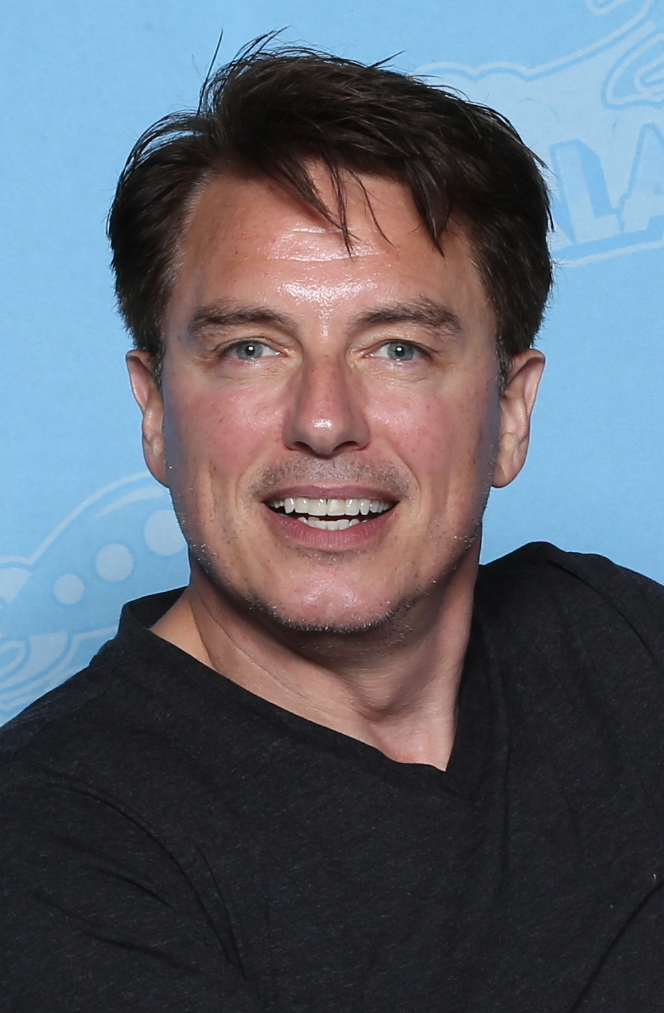
John Barrowman (* 1967)

- Barrowman, Michael (* 1968), US-amerikanischer Schwimmer
- Barrows, Cliff (1923–2016), US-amerikanischer Gospel-Musiker, evangelikaler Geistlicher
- Barrows, Griffin (* 1988), amerikanischer Pornodarsteller
- Barrows, Ian (* 1995), US-amerikanischer Regattasegler
- Barrows, Jim (1944–2024), US-amerikanischer Skirennläufer
- Barrows, John R. (1913–1974), US-amerikanischer Hornist
- Barrows, Lewis O. (1893–1967), US-amerikanischer Politiker, Gouverneur von Maine
- Barrows, Pelham A. (1861–1939), US-amerikanischer Politiker
- Barrows, Samuel J. (1845–1909), US-amerikanischer Politiker
- Barrows, Thomas (* 1987), US-amerikanischer Regattasegler

### Barrs
- Barrs, Jay (* 1962), US-amerikanischer Bogenschütze

### Barru
- Barrueco, Manuel (* 1952), kubanischer Gitarrist
- Barruel, Augustin (1741–1820), französischer Jesuit und Verschwörungstheoretiker
- Barruel, Paul (1901–1982), französischer Tiermaler und Bildhauer
- Barrufet Torrebejano, Ian (* 2004), spanischer Handballspieler
- Barrufet, David (* 1970), spanischer Handballtorwart
- Barruk, Katarina (* 1994), samisch-schwedische Singer-Songwriterin und Komponistin
- Barrundia Cepeda, Juan Nepomuceno († 1854), Politiker und Jefe Supremo in der Provinz Guatemala der Zentralamerikanischen Konföderation
- Barrundia y Cepeda, José Francisco (1787–1854), zentralamerikanischer Präsident
- Barrus, Timothy Patrick (* 1950), amerikanischer Schriftsteller
- Barrutia, Richard (1925–1999), US-amerikanischer Romanist, Hispanist, Lusitanist und Fremdsprachendidaktiker baskischer Herkunft

### Barry
- Barry Can’t Swim, schottischer Electronic-MusikerBarry Can’t Swim

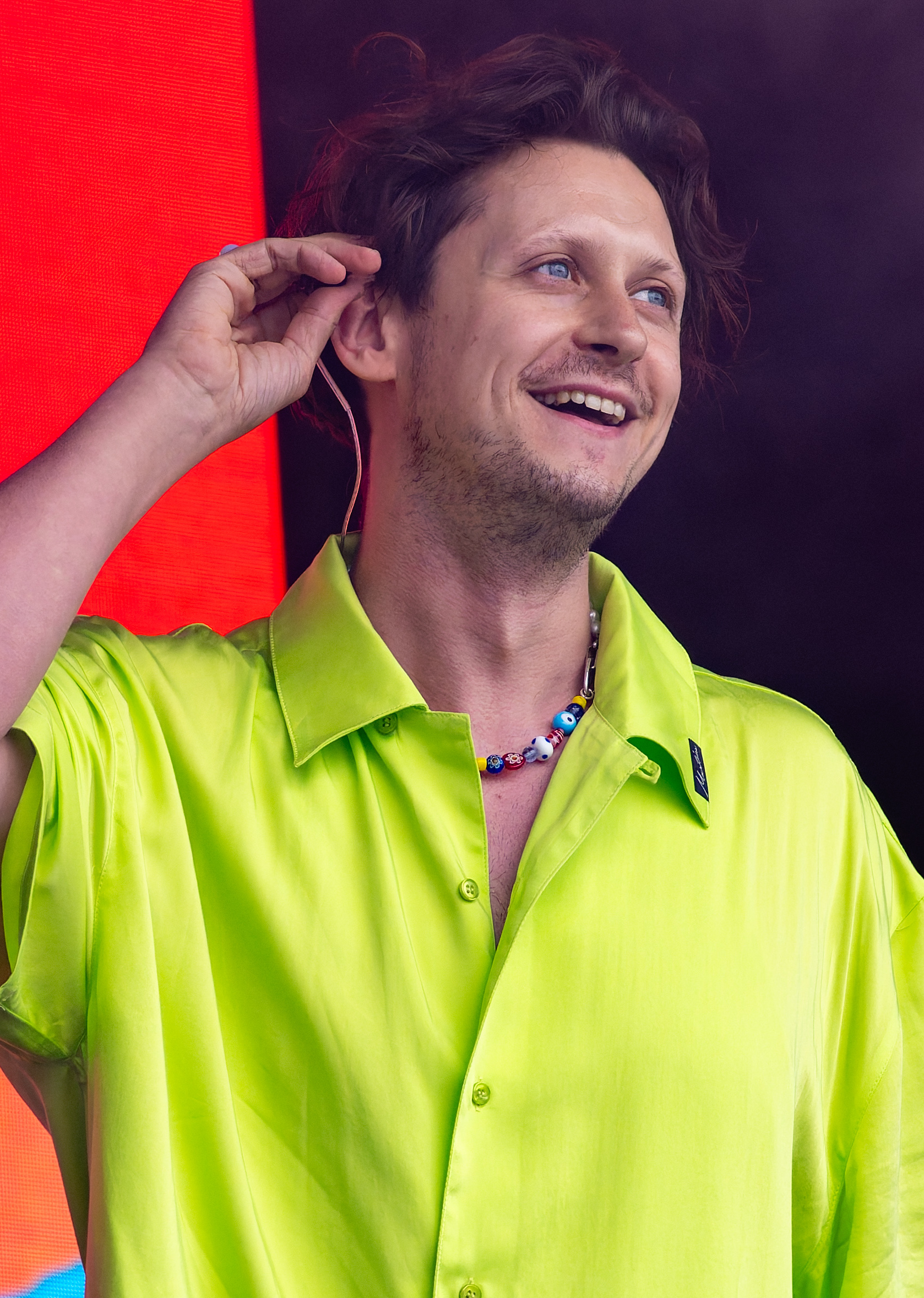
Barry Can’t Swim

- Barry, Abdourahmane (* 2000), französischer Fußballspieler
- Barry, Abubakr (* 2000), gambischer Fußballspieler
- Barry, Aissatou (* 1979), guineische Schwimmerin
- Barry, Alexander G. (1892–1952), US-amerikanischer Politiker
- Barry, Alpha Oumar Lelouma (* 1994), guineischer Fußballspieler
- Barry, Anthony (1913–1976), irischer Politiker
- Barry, Anthony (* 1986), englischer Fußballspieler und Fußballtrainer
- Barry, Boubacar (* 1979), ivorischer Fußballtorhüter
- Barry, Boubacar (* 1996), deutsch-guineischer Fußballspieler
- Barry, Boubacar (* 2002), guineischer Sprinter
- Barry, Brent (* 1971), US-amerikanischer Basketballspieler
- Barry, Brian (1936–2009), britischer politischer Philosoph
- Barry, Carolyne (1943–2015), US-amerikanische Tänzerin, Schauspielerin, Schauspiellehrerin und Casting-Direktorin
- Barry, Cathy (* 1967), britische Schauspielerin, Pornodarstellerin, Filmproduzentin und FilmregisseurinCathy Barry (* 1967)

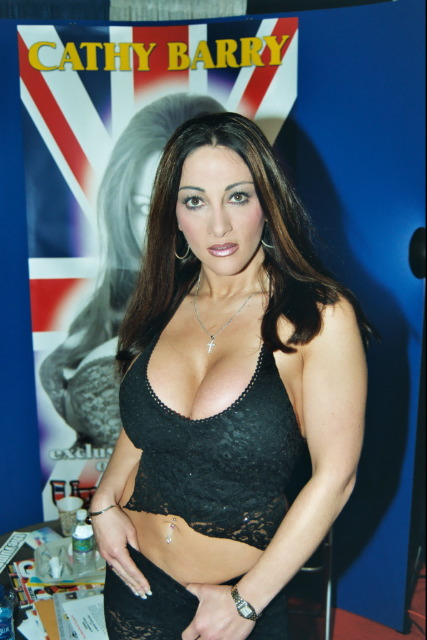
Cathy Barry (* 1967)

- Barry, Charles (1795–1860), englischer Architekt und Baumeister
- Barry, Claudja (* 1952), kanadische Disco-Sängerin
- Barry, Clifford (1942–2021), kanadischer Wasserballspieler
- Barry, Colman James (1921–1994), US-amerikanischer römisch-katholischer Kirchenhistoriker
- Barry, Dan (1923–1997), US-amerikanischer Comiczeichner
- Barry, Daniel Thomas (* 1953), US-amerikanischer Astronaut der NASA
- Barry, Danielle (* 1988), neuseeländische Badmintonspielerin
- Barry, Dave (1918–2001), US-amerikanischer Schauspieler, Komiker sowie Moderator
- Barry, Dave (* 1947), US-amerikanischer Schriftsteller und Humorist
- Barry, Djene (* 1982), guineische Schwimmerin
- Barry, Don (1912–1980), US-amerikanischer Schauspieler
- Barry, Drew (* 1973), US-amerikanischer Basketballspieler
- Barry, Edward (1809–1879), französischer Historiker und Epigraphiker
- Barry, Edward Middleton (1830–1880), englischer Architekt
- Barry, Edward P. (1864–1936), US-amerikanischer Politiker
- Barry, Elizabeth (1658–1713), englische Schauspielerin
- Barry, Ernest (* 1967), maltesischer Fußballspieler
- Barry, Evan (* 1990), US-amerikanischer Volleyballspieler
- Barry, Fred (1887–1964), kanadischer Schauspieler und Sänger
- Barry, Frederick G. (1845–1909), US-amerikanischer Politiker
- Barry, Gareth (* 1981), englischer FußballspielerGareth Barry (* 1981)

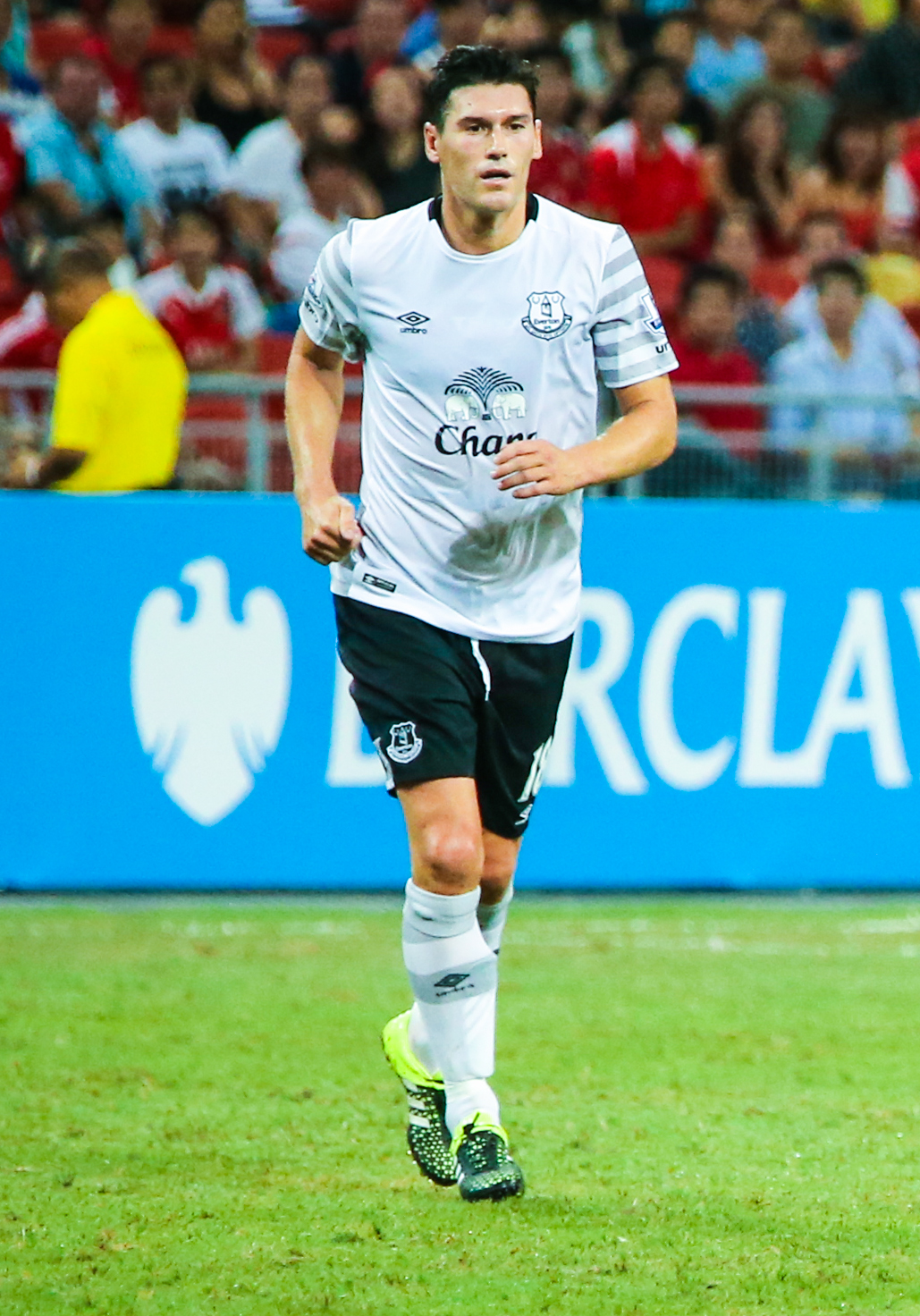
Gareth Barry (* 1981)

- Barry, Gene (1919–2009), US-amerikanischer Schauspieler
- Barry, Gerald (1898–1968), britischer Journalist
- Barry, Gerald (* 1952), irischer Komponist
- Barry, Hadiatou (* 1966), deutsche Kinderdarstellerin
- Barry, Hans (1879–1966), deutscher Beamter in der Bergverwaltung
- Barry, Henry W. (1840–1875), US-amerikanischer Politiker
- Barry, Iris († 1969), britisch-amerikanische Schriftstellerin, Filmkritikerin und Filmhistorikerin
- Barry, James (1741–1806), irischer Maler
- Barry, James († 1865), irischer Arzt in der britischen ArmeeJames Barry († 1865)

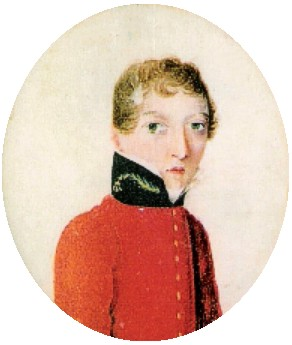
James Barry († 1865)

- Barry, Jason (* 1972), irischer Schauspieler
- Barry, Jason (* 1975), irischer Dartspieler
- Barry, Jeff (* 1938), US-amerikanischer Sänger, Komponist, Songwriter und Musikproduzent
- Barry, Jimmy (1870–1943), US-amerikanischer Boxer
- Barry, Joan (1903–1989), britische Schauspielerin
- Barry, Joe (1939–2004), US-amerikanischer Popmusik-Sänger
- Barry, John (1745–1803), irisch-amerikanischer Marineoffizier
- Barry, John (1799–1859), irisch-amerikanischer Geistlicher und Bischof von Savannah
- Barry, John (1875–1938), australischer Geistlicher, römisch-katholischer Bischof von Goulburn
- Barry, John (1933–2011), britischer Komponist
- Barry, John Decatur (1839–1867), General der Konföderierten Staaten von Amerika im Amerikanischen Bürgerkrieg
- Barry, John S. (1802–1870), US-amerikanischer Politiker
- Barry, Jon (* 1969), US-amerikanischer Basketballspieler
- Barry, Jonathan (1935–1979), britischer Filmarchitekt
- Barry, Judith (* 1949), US-amerikanische Installationskünstlerin
- Barry, Julian (1930–2023), US-amerikanischer Drehbuchautor
- Barry, Kate (1967–2013), britische FotografinKate Barry (1967–2013)

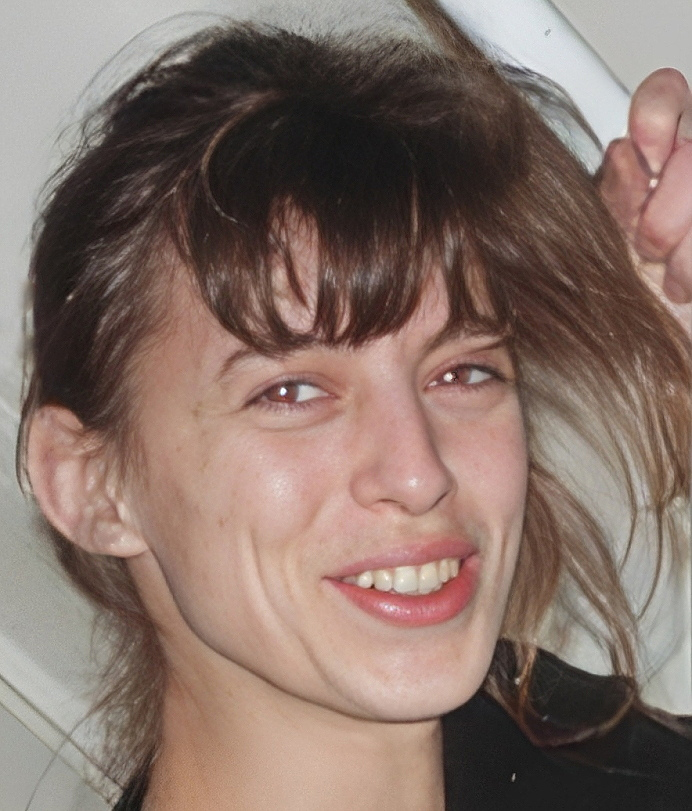
Kate Barry (1967–2013)

- Barry, Kathleen (* 1941), US-amerikanische Feministin und Soziologin
- Barry, Keane (* 2002), irischer Dartspieler der Professional Darts Corporation
- Barry, Kevin (1902–1920), irischer Freiheitskämpfer
- Barry, Kevin (* 1959), neuseeländischer Boxer und aktueller Boxtrainer
- Barry, Kevin (* 1969), irischer Schriftsteller und Journalist
- Barry, Len (1942–2020), US-amerikanischer Popsänger, Songwriter, Musikproduzent und Autor
- Barry, Louie (* 2003), englisch-irischer Fußballspieler
- Barry, Mariama Dalanda (* 1991), guineische Taekwondoka
- Barry, Marion (1936–2014), US-amerikanischer Politiker
- Barry, Mark (* 1964), britischer Radrennfahrer
- Barry, Martin (1802–1855), britischer Mediziner, Embryologe und Histologe
- Barry, Marty (1904–1969), kanadischer Eishockeyspieler
- Barry, Maryanne Trump (1937–2023), US-amerikanische Juristin, Richterin am Berufungsgericht des 3. Bundesgerichtskreis der USAMaryanne Trump Barry (1937–2023)

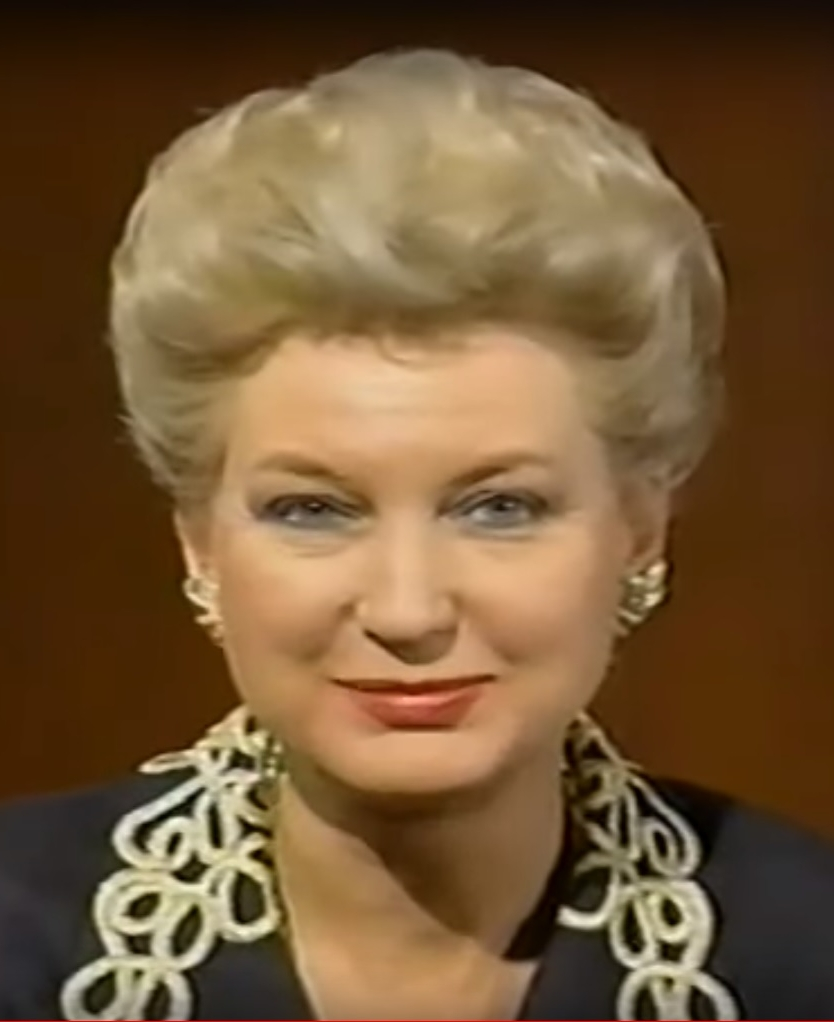
Maryanne Trump Barry (1937–2023)

- Barry, Max (* 1973), australischer Schriftsteller
- Barry, Megan (* 1963), amerikanische Politikerin (Demokratische Partei)
- Barry, Michael (* 1975), kanadischer Radsportler
- Barry, Mick (* 1964), irischer Politiker (Socialist Party, People Before Profit)
- Barry, Monique (* 2002), neuseeländische Tennisspielerin
- Barry, Myra (* 1957), irische Politikerin (Fine Gael)
- Barry, Nancy (* 1949), US-amerikanische Bankmanagerin
- Barry, Ousmane (* 1991), guineischer Fußballspieler
- Barry, Patricia (1922–2016), US-amerikanische Schauspielerin
- Barry, Patrick Joseph (1868–1940), irischer Geistlicher, Bischof von Saint Augustine
- Barry, Peter (1928–2016), irischer Politiker und Minister
- Barry, Philip (1896–1949), amerikanischer Dramatiker
- Barry, Raymond J. (* 1939), US-amerikanischer SchauspielerRaymond J. Barry (* 1939)

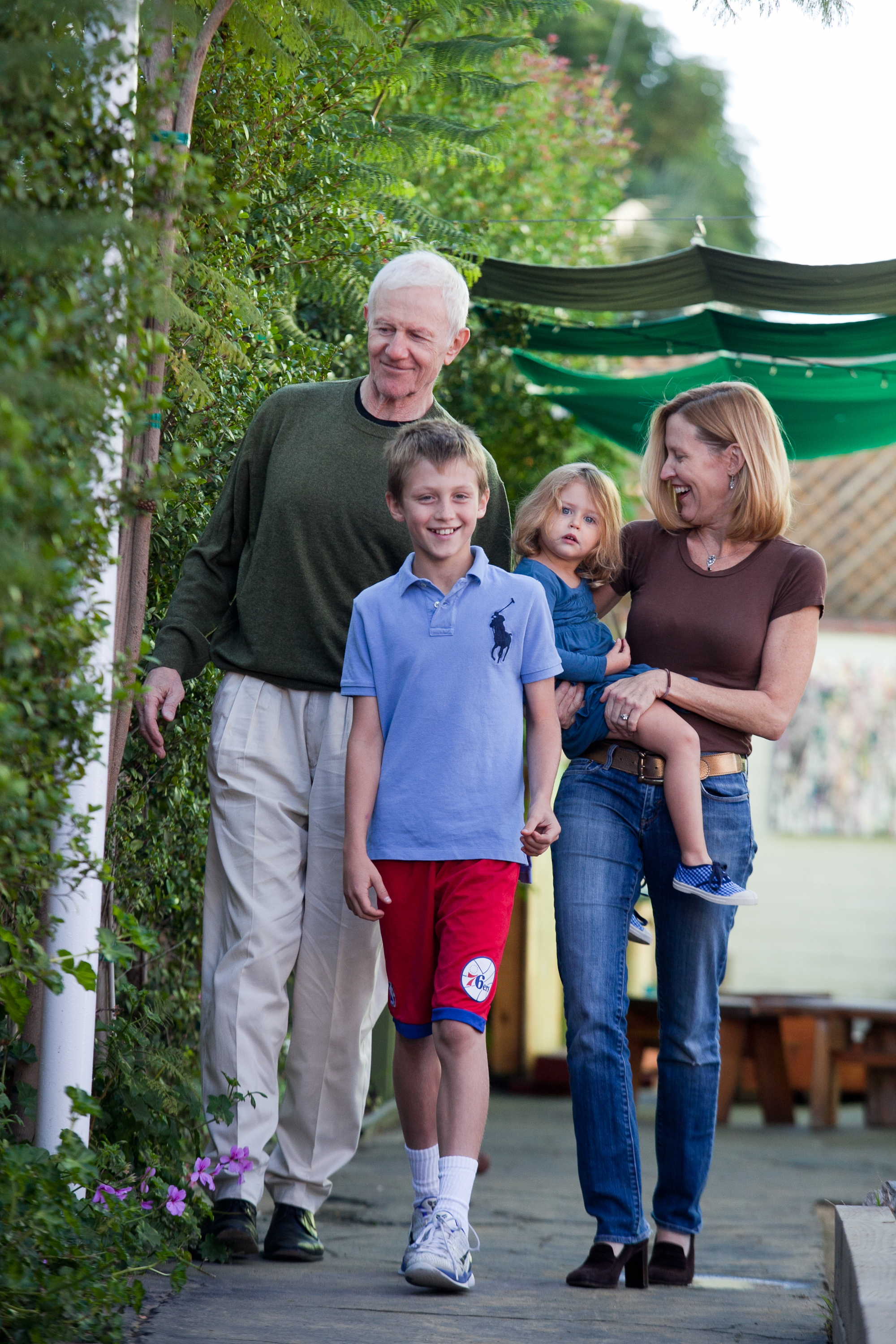
Raymond J. Barry (* 1939)

- Barry, Rebecca, US-amerikanische Saxophonistin
- Barry, Richard (1919–2013), irischer Politiker
- Barry, Rick (* 1944), US-amerikanischer Basketballspieler
- Barry, Robert (1932–2018), US-amerikanischer Jazz-Schlagzeuger
- Barry, Robert (* 1936), US-amerikanischer Konzeptkünstler
- Barry, Robert L. (1934–2024), US-amerikanischer Diplomat, Botschafter in Bulgarien und Indonesien
- Barry, Robert R. (1915–1988), US-amerikanischer Jurist und Politiker
- Barry, Robertine (1863–1910), kanadische Journalistin und Frauenrechtlerin
- Barry, Rod (* 1971), US-amerikanischer Pornodarsteller
- Barry, Sam (* 1992), irischer Tennisspieler
- Barry, Scooter (* 1966), deutsch-US-amerikanischer Basketballspieler
- Barry, Sebastian (* 1955), irischer Dramatiker und Romanautor
- Barry, Shawn Maurice (* 1990), US-amerikanischer Fußballspieler
- Barry, Solweig de (* 1987), deutsch-französische Künstlerin
- Barry, Spranger (1719–1777), irischer Schauspieler und Theatergründer
- Barry, Steve (* 1950), britischer Geher
- Barry, Sulayman, gambischer Verwaltungsbeamter
- Barry, Sy (* 1928), US-amerikanischer Comiczeichner
- Barry, Thierno (* 2002), französisch-guineischer Fußballspieler
- Barry, Thom (* 1950), US-amerikanischer Schauspieler
- Barry, Thomas Henry (1855–1919), US-amerikanischer Militär, General der US Army
- Barry, Todd (* 1964), US-amerikanischer Stand-up-Comedian, Schauspieler und Synchronsprecher
- Barry, Tom (1885–1931), US-amerikanischer Drehbuchautor
- Barry, Trevor (* 1983), bahamaischer Leichtathlet
- Barry, William (* 1940), britischer Ruderer
- Barry, William Bernard (1902–1946), US-amerikanischer Jurist und Politiker
- Barry, William Farquhar (1818–1879), General U.S.Army
- Barry, William J. (* 1943), irisch-deutscher Phonetiker
- Barry, William T. (1784–1835), US-amerikanischer Politiker der Demokratisch-Republikanischen Partei
- Barry, William Taylor Sullivan (1821–1868), US-amerikanischer Politiker, US-Abgeordneter von Mississippi
- Barrymore, Diana (1921–1960), US-amerikanische Schauspielerin
- Barrymore, Drew (* 1975), US-amerikanische Schauspielerin und FilmproduzentinDrew Barrymore (* 1975)

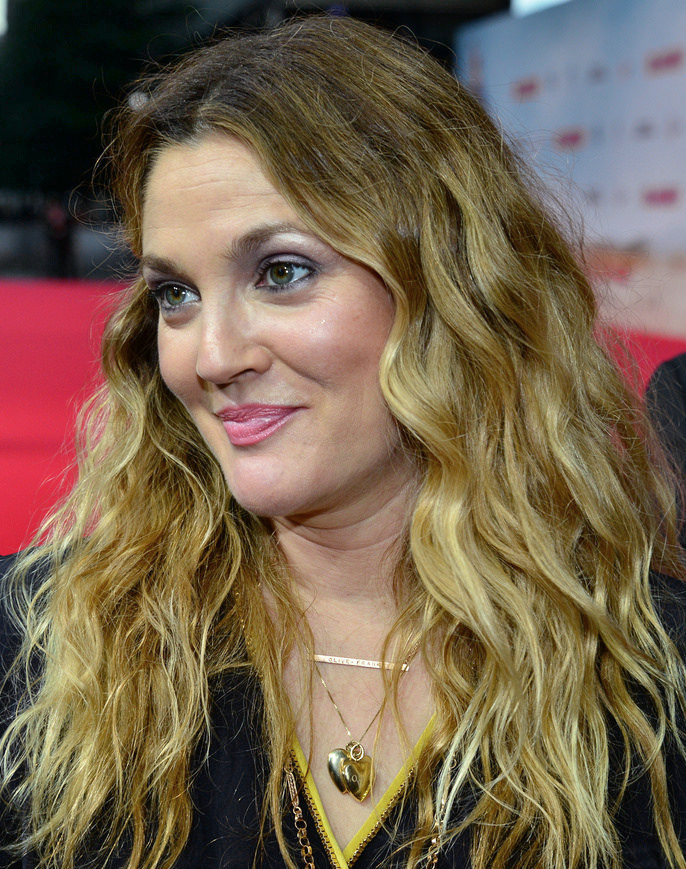
Drew Barrymore (* 1975)

- Barrymore, Ethel (1879–1959), US-amerikanische Schauspielerin
- Barrymore, Jaid (* 1946), US-amerikanische Schauspielerin ungarischer Herkunft
- Barrymore, John (1882–1942), US-amerikanischer Schauspieler
- Barrymore, John Drew (1932–2004), US-amerikanischer Schauspieler und Mitglied der Schauspielerfamilie Barrymore
- Barrymore, Lionel (1878–1954), US-amerikanischer Schauspieler und Regisseur
- Barrymore, Maurice (1849–1905), britischer Schauspieler
- Barrymore, Michael (* 1952), britischer Fernsehmoderator, Schauspieler und Komiker